# 1973

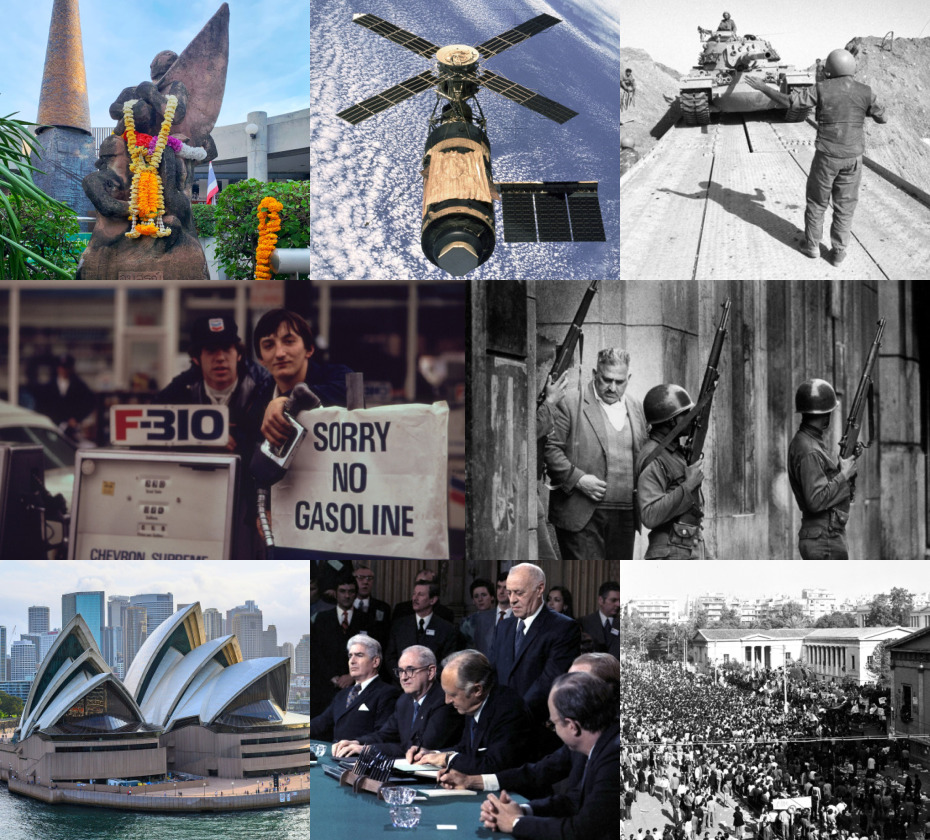
En el sentido de las agujas del reloj desde arriba a la izquierda: se lleva a cabo el caso Roe contra Wade sobre las leyes de aborto.
Estados Unidos lanza Skylab, su primera estación espacial.
Se produce la Guerra de Yom Kipur entre Israel y una coalición de Estados árabes liderada por Egipto y Siria.
Un grupo de oficiales militares encabezados por el general Augusto Pinochet tomó el poder tras un golpe de estado en Chile.
Estudiantes en Atenas protestan contra el ejército griego.
Acuerdos de paz de París para poner fin a la guerra de Vietnam y establecer la paz.
Se inaugura la Ópera de Sídney.
La OPEP proclamó un embargo petrolero, lo que provocó una crisis del petróleo.

1973 (MCMLXXIII) fue un año común comenzado en lunes según el calendario gregoriano. Fue designado como el Año del Búfalo, según el horóscopo chino de los años 1970.

## Acontecimientos

### Enero
- 1 de enero:
  - Reino Unido, la República de Irlanda y Dinamarca ingresan en la Comunidad Económica Europea, que más tarde se convertirá en la Unión Europea.
  - en los Estados Unidos, la empresa CBS vende el equipo de béisbol New York Yankees por 10 millones de dólares estadounidenses (al que habían comprado por 13.2 millones) a un grupo de 12 personas lideradas por George Steinbrenner.
  - En Malawi, se reestructuró la Universidad de Malawi cómo también colegios en gran parte de Lilongwe
- 2 de enero: en París (Francia) se reanudan las conversaciones sobre Vietnam.
- 4 de enero: en Reino Unido se emite el episodio piloto de la comedia televisiva que duró más tiempo en todo el mundo, Last of the Summer Wine.
- 5 de enero: en los Estados Unidos la banda estadounidense de rock Aerosmith lanza su álbum debut.
- 8 de enero: en México se crea el sistema de la televisión mexicana Televisa (antes Telesistema Mexicano).
- 10 de enero: en la provincia de Santa Fe (Argentina), ocurre el Tornado de San Justo, llevándose 63 vidas humanas, dejando miles de heridos y millones de dólares en perdidas materiales. Fue el F5 más fuerte fuera del territorio de Estados Unidos.
- 13 de enero: ejecutan en Marruecos a once oficiales de aviación implicados en el atentado contra el rey Hassan II de Marruecos.
- 14 de enero: desde Honolulu (Hawái), el cantante y actor Elvis Presley, lleva a cabo el primer concierto (Aloha from Hawái) retransmitido en vivo vía satélite a todo el mundo ―excepto en los países del bloque comunista―. Fue visto por más personas que el alunizaje del Apolo 11 (en 1969).
- 17 de enero: en Filipinas, Ferdinand Marcos se hace nombrar «presidente vitalicio» (dictador).
- 19 de enero: se abre el calendario de la primera temporada del Campeonato Mundial de Rally con el Rally de Montecarlo.
- 20 de enero: en Washington D. C. (Estados Unidos), el republicano Richard Nixon jura su segundo mandato como presidente. Renunciaría en 1974 por el escándalo Watergate.
- 22 de enero:
  - en los Estados Unidos, el Tribunal Supremo deroga las prohibiciones estatales de aborto (con el fallo Roe v. Wade).
  - George Foreman derrota a Joe Frazier para ganar el campeonato de boxeo de los pesos pesados.
  - en Kano (Nigeria) se estrella un vuelo Boeing 707 de Royal Jordanian desde Yeda; mueren 176 personas.
  - en Washington D. C., la tripulación de la nave espacial Apolo 17 asiste a una reunión en el Congreso después de completar el último alunizaje humano de la Historia.
  - en su rancho de Stonewall (Texas) muere el expresidente Lyndon B. Johnson, con lo que no quedaba ningún expresidente vivo hasta la dimisión de Richard Nixon en 1974.
- 23 de enero:
  - en la isla islandesa de Heimaey erupciona el volcán Eldfell.
  - en los Estados Unidos, el presidente Richard Nixon anuncia que se ha alcanzado un acuerdo de paz en Vietnam luego de firmarse el acuerdo de paz en París (Francia).
- 25 de enero: el actor británico Derren Nesbitt (37) es condenado por agredir con un cinto de cuero a su esposa Anne Aubrey (36).
- 27 de enero: en París termina el involucramiento de Estados Unidos en la guerra de Vietnam con la firma de un Tratado de paz.
- 30 de enero: en el estado de Colima se registra un terremoto de 7,6 que deja un saldo de 56 muertos y 390 heridos.

### Febrero
- 1 de febrero:
  - en España se celebra un consejo de guerra contra seis estudiantes acusados de incendiar el consulado francés.
  - las empresas Pan Am y Trans World Airlines anulan los pedidos del avión francobritánico Concorde.
- 2 de febrero: en Dublín, como consecuencia de un tiroteo en la ciudad norirlandesa de Londonderry, cuarenta mil manifestantes asaltan la embajada del Reino Unido.
- 3 de febrero: en República Dominicana, Desembarco de Playa Caracoles.
- 6 de febrero:
  - en Argentina, la dictadura de Alejandro Agustín Lanusse impide al expresidente constitucional Juan Domingo Perón el retorno al país.
  - en Toronto (Canadá) comienza la Construcción de la Torre CN.
  - Un terremoto de 7,6 sacude la provincia china de Sichuan matando a 2.200 personas e hiriendo a otras 2.700.
- 8 de febrero: en Montevideo (Uruguay), una insurrección militar intenta voltear al presidente Juan María Bordaberry.
- 11 de febrero:
  - en Vietnam, el Vietcong libera a los primeros prisioneros de guerra estadounidenses.
  - Alfredo Stroessner es reelegido presidente del Paraguay.
- 12 de febrero: en los Estados Unidos, Ohio se convierte en el primer estado en utilizar el sistema métrico decimal en sus carteles en la carretera.
- 13 de febrero:
  - en Argentina, el candidato a la presidencia por el Partido Justicialista Héctor Cámpora anuncia que de ser elegido llevará al poder al proscrito expresidente Juan Domingo Perón.
  - el gobierno de Laos y el Pathet Lao firman un armisticio.
- 18 de febrero: en Nueva York (Estados Unidos) fallece el mafioso italoamericano Frank Costello.
- 21 de febrero:
  - aviones caza de las fuerzas aéreas israelíes sospechan que un avión libio de pasajeros Boeing 737 de la empresa Libyan Arab Airlines es un avión enemigo y lo derriban. De 113 civiles solo sobreviven 5 (1 tripulante y 4 pasajeros). El ministro de Defensa de Israel, Moshe Dayan, mencionó un «error de apreciación», e Israel pagó una compensación económica a los familiares de las víctimas.
  - en California (Estados Unidos) se registra un terremoto de 5,8 que deja varios heridos y daños.
- 23 de febrero: en Perú, un aneurisma aórtico abdominal, limita físicamente al dictador Juan Velasco Alvarado.
- 24 de febrero: en España, Alejandro Agustín Lanusse (dictador de Argentina), llega a Madrid en una visita oficial.
- 26 de febrero: en México, el Canal 2 de la recién formada Televisa, estrena El Chavo del 8. Como serie de televisión independiente al programa Chespirito.
- 28 de febrero: en México, el Canal 2 de la recién formada Televisa, estrena El Chapulín Colorado. Como serie de televisión independiente al programa Chespirito.

### Marzo
- 1 de marzo:
  - se regula mediante una ley la utilización médica de los rayos X en la Alemania Occidental. En círculos médicos se levantan fuertes críticas sobre la necesidad de una regulación.
  - en Estados Unidos se lanza el álbum The Dark Side of the Moon, de la banda Pink Floyd. El 24 de marzo se lanzará en Reino Unido.
- 4 de marzo: la Confederación de la Democracia obtiene el 54,78 % de los sufragios en las elecciones parlamentarias de Chile conservando la mayoría.
- 7 de marzo: en el observatorio de Hamburgo-Bergedorf (Alemania Occidental), el astrónomo checo Luboš Kohoutek descubre el cometa Kohoutek.
- 8 de marzo:
  - en Irlanda del Norte se realiza un referéndum para elegir si el país seguirá formando parte del Reino Unido o se reunirá con el resto de la República de Irlanda para formar la Irlanda Unida. El 98.9 % de los votantes prefieren seguir siendo británicos.
  - en Londres (Reino Unido), el Ejército Republicano Irlandés Provisional hace explotar bombas en Whitehall y en el Old Bailey.
- 10 de marzo: en Hamilton (Bermudas), el británico Richard Sharples, gobernador de las islas Bermudas, es asesinado fuera del Palacio de Gobierno por un grupo de afroestadounidenses del Black Power.
- 11 de marzo: en Argentina todavía bajo la dictadura de Lanusse, tras levantarse la proscripción contra el peronismo (vigente desde 1955), gana las elecciones democráticas el peronista Héctor José Cámpora.
- 13 de marzo: en Siria, un referéndum aprueba la constitución.
- 17 de marzo:
  - en Londres (Reino Unido) se inaugura el nuevo Puente de Londres.
  - en Filipinas, un terremoto de 7,4 deja 15 muertos y 100 heridos.
- 22 de marzo: en el Consejo de Seguridad de Naciones Unidas (Nueva York), el veto de Estados Unidos impide nuevas negociaciones acerca del Canal de Panamá, ocupado por Estados Unidos desde su creación en 1914.
- 26 de marzo: en los Estados Unidos se estrena la telenovela, The Young y the Restless.
- 29 de marzo: los últimos soldados estadounidenses se retiran Vietnam tras la firma de los Acuerdos de paz de París, finalizando con casi ocho años y medio de intervención directa de EE. UU. en la Guerra de Vietnam.

### Abril
- 1 de abril: en Reino Unido comienza a aplicarse el VAT (equivalente británico al IVA).
- 3 de abril: en Nueva York (Estados Unidos), el inventor Martin Cooper (de la empresa Motorola) realiza la primera llamada desde un teléfono celular.
- 4 de abril:
  - en Nueva York (Estados Unidos) se inauguran las Torres Gemelas del World Trade Center. Serán destruidas por el atentado terrorista del 11 de septiembre de 2001.Vista aérea de Nueva York con las Torres Gemelas, que serían inauguradas en 1973.

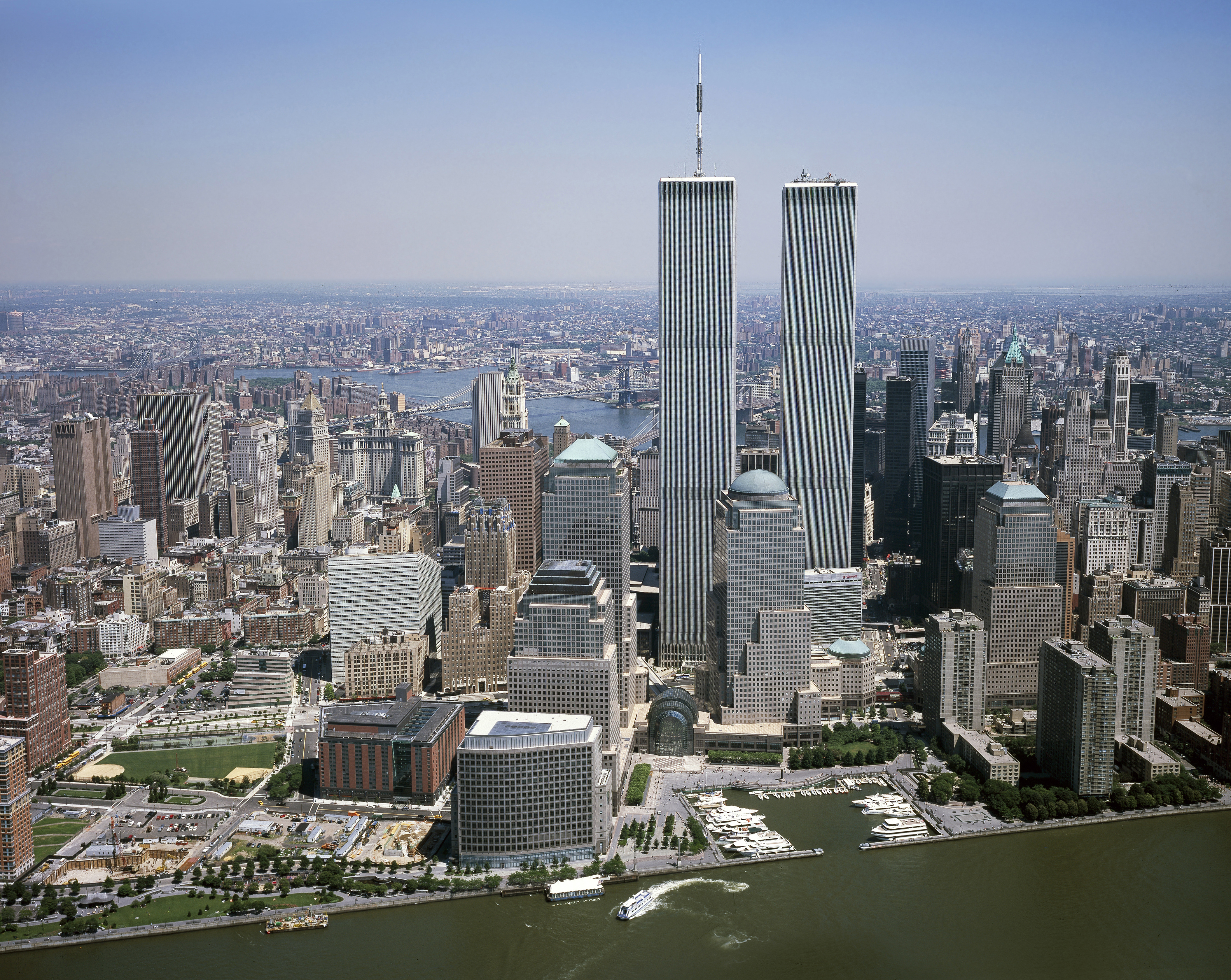
Vista aérea de Nueva York con las Torres Gemelas, que serían inauguradas en 1973.

  - un violento terremoto 6,5 golpea Guanacaste en Costa Rica, provocando deslizamientos y severos daños infraestructurales.
- 5 de abril: en Turquía, Fahri Korutürk se convierte en el sexto presidente del país.
- 6 de abril: en El Salvador, se da inicio a la primera transmisión a color de Canal 6, siendo el primero en transmitir en este formato.
- 7 de abril:
  - en Cabo Cañaveral, la NASA estadounidense lanza la nave espacial Pioneer 11.
  - en Luxemburgo, la canción «Tu te reconnaîtras», de Anne-Marie David (con música de Claude Morgan, y letra de Vline Buggy) gana para Luxemburgo el Festival de la Canción de Eurovisión 1973.
- 10 de abril: en Beirut (Líbano), comandos israelíes recorren la ciudad, y asesinan a tres líderes del Movimiento de Resistencia Palestino. La inacción del ejército libanés lleva a la renuncia del primer ministro Saib Salam, un musulmán suní.
- 17 de abril:
  - en Alemania Occidental se presenta oficialmente la fuerza alemana contraterrorista GSG 9.
  - en el Aeropuerto Internacional de Memphis comienza sus operaciones la empresa FedEx (Federal Express) con el lanzamiento de 14 avionetas, que entregarán 186 paquetes a 25 ciudades de Estados Unidos, desde Rochester (Nueva York) hasta Miami (Florida).
- 22 de abril: se realiza la primera manifestación LGBT en Chile, desarrollada en la Plaza de Armas de Santiago.
- 25 de abril: en dos pozos artificiales separados, a 453 y 277 metros de profundidad, en el área U3jg y U3jk del Sitio de pruebas atómicas de Nevada (a unos 100 km al noroeste de la ciudad de Las Vegas), a las 16:25 (hora local), Estados Unidos detona simultáneamente sus bombas atómicas Angus, y Velarde (de 9 y 8 kilotones respectivamente). Son las bombas n.º 789 a 790 de las 1132 que Estados Unidos detonó entre 1945 y 1992.
- 26 de abril: en un pozo artificial, a 246 metros de profundidad, en el área U3hv del Sitio de pruebas atómicas de Nevada, a las 7:15 (hora local), Estados Unidos detona su bomba atómica n.º 791, Comor, de 0.5 kilotones. Dos horas después, a 564 m de profundidad (en el área U2bs) detona la bomba Starwort, de 90 kilotones.
- 27 de abril: fallece el ex-piloto argentino Carlos Menditéguy.

### Mayo
- 1 de mayo: en el Reino Unido, 1.6 millones de trabajadores comienzan una huelga contra las medidas del Gobierno para frenar la inflación mediante ajustes y «tarifazos».

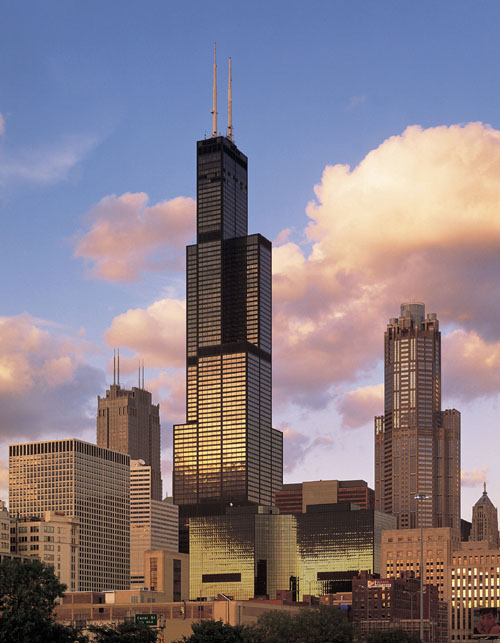
Torre Sears (en Chicago).

- 3 de mayo: en Chicago (Estados Unidos) se termina la torre Sears, que se convierte en el edificio más alto del mundo.
- 5 de mayo:
  - en Nepal, Shambu Tamang (18) se convierte en la persona más joven en alcanzar la cima del monte Everest.
  - la banda británica Led Zeppelin toca ante 56 800 personas en el estadio Tampa, rompiendo el récord de The Beatles, que el 15 de agosto de 1965 tocaron ante 55 600 personas en el estadio Shea.
- 7 de mayo: Luis Alberto Spinetta lanza su álbum Artaud con su banda Pescado Rabioso.
- 10 de mayo:
  - en el Zuérate (Mauritania) se funda el Frente Polisario.
  - en San Juan (Argentina) se funda la Universidad Nacional de San Juan.
- 14 de mayo: en Cabo Cañaveral (Florida) la NASA lanza el Skylab, la primera estación espacial de Estados Unidos. Es el último lanzamiento de un cohete Saturno V.
- 17 de mayo:
  - en Nueva York (Estados Unidos), la OMS (Organización Mundial de la Salud) excluye a la homosexualidad de la Clasificación Estadística Internacional de Enfermedades y otros Problemas de Salud.
  - en el Senado de los Estados Unidos, en Washington D. C., comienza el proceso Watergate, que echará de la presidencia a Richard Nixon un año más tarde.
- 22 de mayo: en Londres (Inglaterra), el lord Antony Lambton renuncia al Gobierno británico tras un escándalo con una prostituta.
- 24 de mayo: en Londres, el conde George Jellicoe, líder de la Cámara de los Lores, renuncia tras un escándalo con otra prostituta.
- 25 de mayo:
  - en Argentina asume la presidencia Héctor José Cámpora, primer presidente elegido desde la proscripción del peronismo en 1955.
  - en Cabo Cañaveral (Florida), Estados Unidos lanza el Skylab 2 (con Pete Conrad, Paul Weitz y Joseph Kerwin) para reparar los daños en la estación espacial Skylab.
  - en Londres, el músico Mike Oldfield lanza el disco Tubular Bells.
- 30 de mayo: es secuestrado el Vuelo 601 de SAM por dos jugadores paraguayos de fútbol, quienes se hicieron pasar por guerrilleros.

### Junio
- 1 de junio: en Grecia, una junta militar abolió la monarquía y proclama una república.
- 3 de junio: en París (Francia) se estrella un Túpolev Tu-144 en un vuelo de demostración en el Salón Aeronáutico. Mueren 15 espectadores.
- 11 de junio: en el marco de la dictadura de Francisco Franco se forma el XIII Gobierno nacional de España (1973-1974), presidido por Luis Carrero Blanco.
- 17 de junio:
  - cerca de Key West (Florida), el sumergible Johnson Sea Link se enreda en el naufragado barco Fred T. Berry. Al día siguiente fue llevado a la superficie, pero dos de los cuatro hombres a bordo habían muerto debido al envenenamiento por dióxido de carbono.
  - en Japón, un terremoto de 7,9 y un tsunami dejan 27 heridos.
- 20 de junio: regreso de Juan Domingo Perón a Argentina, tras dieciocho años en el exilio. En cercanías del Aeropuerto Internacional de Ezeiza, durante la bienvenida al líder, sucede la masacre de Ezeiza: francotiradores disparan contra peronistas de izquierda, matando a por lo menos 13, e hiriendo a más de 300.
- 22 de junio: en los Estados Unidos, el espía W. Mark Felt (que en el futuro será conocido como Garganta Profunda) se retira del FBI.
- 23 de junio: en la ciudad de Kingston upon Hull (Reino Unido) un incendio quema una casa; muere un niño de 6 años. Se cree que fue un incendio accidental, pero más tarde se descubrirá que fue el primer incendio causado intencionalmente por el pirómano Peter Dinsdale, que en los siguientes siete años causará 26 muertes.
- 24 de junio: en la Unión Soviética, el líder Leonid Brézhnev realiza un discurso televisado (es el primer presidente soviético que lo hace).
- 27 de junio: en Uruguay, el presidente de la república, Juan María Bordaberry, perpetra un autogolpe de Estado: con el apoyo de las fuerzas armadas disuelve el parlamento y comienza una dictadura de 12 años.
- 29 de junio en Chile se realiza un intento de golpe de Estado por parte del Frente Nacionalista Patria y Libertad liderado por Pablo Rodríguez Grez conocido como el Tanquetazo
- 30 de junio: eclipse total de Sol, con una totalidad de más de 7 minutos. El prototipo del avión supersónico Concorde «sigue» la zona de totalidad durante 73 minutos. La próxima vez que sucederá una totalidad tan larga será 177 años después, el 25 de junio de 2150.

### Julio
- 1 de julio: en los Estados Unidos se funda la DEA (Drug Enforcement Administration).
- 8 de julio: en México se realizan las elecciones legislativas.
- 10 de julio:
  - las Bahamas se independizan del Imperio británico.
  - en Roma (Italia) es secuestrado el nieto de Jean Paul Getty.
- 11 de julio: en Saulx-les-Chartreux, a 5 km antes de su destino, el aeropuerto de Orly (París), se incendia el vuelo 820 de la empresa brasileña Varig, que venía desde Río de Janeiro (Brasil). Fallecen 123 personas (entre ellas el guerrillero argentino José Baxter) y sobreviven 11.
- 13 de julio:
  - Héctor José Cámpora presenta su renuncia como presidente de Argentina y toma su lugar Raúl Alberto Lastiri.
  - El grupo de rock británico, Queen, lanza su álbum debut Queen.
- 17 de julio: el rey Mohamed Zahir Shah de Afganistán ―que se encontraba en Italia haciéndose operar de los ojos― es depuesto por su primo Mohammed Daud Khan.
- 20 de julio:
  - Bruce Lee, reconocido y respetado Artista Marcial, muere en Hong Kong producto de un edema cerebral causado debido a una reacción alérgica a un medicamento a los 32 años de edad.
  - en el atolón Mururoa, Francia continúa sus pruebas con bombas nucleares, a pesar de las protestas de Australia y Nueva Zelanda.
- 23 de julio:
  - en los Países Bajos, el vuelo 404 de Japan Airlines es secuestrado poco después de despegar del aeropuerto de Ámsterdam. Al día siguiente el avión será destruido por una bomba en el aeropuerto de Bengasi (Libia). Se salvaron sus pasajeros y tripulantes.
  - en Bogotá (Colombia) se produce un gran incendio en el edificio Avianca, el más alto de esa ciudad, que causa 4 muertos y 63 heridos graves.
- 25 de julio: la Unión Soviética lanza la sonda espacial Marte 5.
- 28 de julio: Estados Unidos lanza el Skylab 3 (con los astronautas Alan Bean, Owen Garriott y Jack Lousma) para realizar varios experimentos médicos y científicos a bordo de la estación espacial Skylab.
- 29 de julio: en el circuito de Zandvoort, (Países Bajos) fallece en accidente el piloto británico Roger Williamson.
- 30 de julio: en los Estados Unidos termina un juicio de 11 años para que las víctimas de la talidomida reciban un resarcimiento económico.
- 31 de julio: en Boston (Estados Unidos) un avión DC9-31 de la empresa Delta Air Lines choca contra un malecón. Mueren los 6 tripulantes y los 83 pasajeros.

### Agosto
- 1 de agosto: el Gobierno de Estados Unidos inaugura el CARICOM (Caribbean Community and Common Market: ‘mercado común y comunidad caribeña’).
- 2 de agosto: en el centro de entretenimiento Summerland, en Douglas (capital de la Isla de Man) sucede un incendio. Como no se intentó evacuar a las 3000 personas que se encontraban en el interior, y como las puertas de incendio estaban bloqueadas, mueren 51 personas.
- 5 de agosto: en el aeropuerto de Atenas (Grecia), miembros de la banda terrorista Septiembre Negro abren fuego contra el público; mueren 3 personas y son heridas 55.
- 8 de agosto: en Tokio (Japón), al final de una conferencia de surcoreanos en contra de la dictadura del surcoreano proestadounidense Park Chung‑Hee, la KCIA (Agencia Central de Inteligencia Surcoreana) secuestra a Kim Dae-jung, un político surcoreano y más tarde presidente de Corea del Sur, y lo transporta maniatado en una lancha hacia Corea del Sur. La orden del dictador Park Chung-hee de asesinarlo al arrojarlo al mar dentro de una bolsa fue desbaratada por la Guardia Costera del Japón, que persiguió a los surcoreanos hasta aguas internacionales, a 120 km de Busan (Corea del Sur).
- 8 de agosto: en Houston (estado de Texas), la muerte del asesino serial Dean Corll lleva al descubrimiento de los asesinatos de Houston: en tres años, 28 adolescentes habían sido asesinados por tres hombres.
- 15 de agosto: el ejército de Estados Unidos ―obedeciendo la nueva Enmienda Case-Church, que prohíbe que el ejército de ese país realice operaciones militares en Laos, Camboya, y Vietnam― termina para siempre el bombardeo de civiles en Camboya, tras 12 años de actividades de combate.
- 23 de agosto: en Riad (Arabia Saudita) se reúne la Organización de Países Exportadores de Petróleo para negociar en secreto un acuerdo por el que los árabes utilizarán el «arma del petróleo» como parte del inminente conflicto militar durante la guerra de Yom Kipur.
- 23 al 28 de agosto: en Estocolmo (Suecia) se perpetra el robo al banco Kreditbanken, que por error dará nombre al denominado síndrome de Estocolmo.
- 27 de agosto: en los cerros orientales de Bogotá (Colombia) se accidenta en pleno vuelo un avión Lockheed L-188 Electra de la empresa Aerocóndor. Fallecen sus 36 ocupantes.
- 28 de agosto: en México, un terremoto de 7.3 azota las ciudades de Orizaba, Córdoba, Río Blanco, Ciudad Serdán e Ixtaczoquitlán, dejando un saldo en total de 8000 muertos.

### Septiembre
- 11 de septiembre: en Santiago de Chile, el general Augusto Pinochet perpetra un golpe de Estado y bombardea el Palacio de la Moneda, donde se suicida el entonces presidente Salvador Allende.[1] Pinochet gobernará el país durante 17 años de forma dictatorial, cambiando el rumbo político-económico del entonces en el país.
- 12 de septiembre: en Santiago de Chile, el diario La Segunda (cómplice de la dictadura de Pinochet) publica que el cantautor de protesta Víctor Jara había fallecido de manera no violenta, y que su sepelio se había realizado de manera privada. En realidad, Víctor Jara estaba siendo torturado en el Estadio Chile (hoy Estadio Víctor Jara) y sería asesinado cuatro días después.[2]
- 13 de septiembre se disuelve el Frente Nacionalista Patria y Libertad.
- 15 de septiembre: la OPEP (Organización de Países Exportadores de Petróleo) declara un frente de negociación, consistente en los seis países del Golfo Pérsico, para presionar al alza de los precios y finalizar su apoyo a Israel, establecido en los acuerdos de Teherán de 1971.
- 18 de septiembre: en Suecia, el rey actual Carlos XVI Gustavo empuña el cetro a la muerte de su abuelo, Gustavo VI Adolfo.
- 22 de septiembre: en los Estados Unidos, Henry Kissinger, el consejero de seguridad nacional ―uno de los creadores del Plan Cóndor para América Latina―, comienza su período como secretario de Estado.
- 23 de septiembre: en Argentina, Juan Domingo Perón, tras 18 años de proscripción y exilio, es elegido presidente por tercera vez no consecutiva con el 62 % de los votos.
- 24 de septiembre: Guinea-Bisáu ―liderada por Luís Cabral― se independiza de Portugal ―en ese momento dominada por la dictadura del Estado Novo―. Este fue un antecedente de la Revolución de los Claveles que ocurrió el 25 de abril de 1974.
- 27 de septiembre: la Unión Soviética lanza la Soyuz 12, el primer vuelo tripulado soviético desde la tragedia del Soyuz 11 del 30 de junio de 1971.
- 28 de septiembre: en el edificio central de la empresa ITT en Nueva York (Estados Unidos) sucede un atentado con bomba en protesta por el involucramiento de la empresa en el golpe de Estado del 11 de septiembre en Chile.

### Octubre
- 2 de octubre: a 213 metros bajo tierra, en el área U2by del Sitio de pruebas atómicas de Nevada (a unos 100 km al noroeste de la ciudad de Las Vegas), a las 6:30 (hora local), Estados Unidos detona su bomba atómica n.º 802: Polygonum, de menos de 20 kilotones; y 45 minutos después, a 311 metros bajo tierra, detona la bomba n.º 803: Waller, de 1 kilotón.
- 3 de octubre: en San Nicolás de los Arroyos (Argentina) dos terroristas de la organización de derechas Triple A ingresan en la sede del diario El Norte y acribillan al jefe de redacción, José Domingo Colombo.[3]
- 6 de octubre:
  - Egipto y Siria inician un ataque conjunto contra Israel en lo que se conoce como la guerra de Yom Kipur.
  - En el circuito de Watkins Glen, Estados Unidos, fallece en accidente el piloto francés François Cevert.
- 9 de octubre: el cantante Elvis Presley y Priscilla Ann Beaulieu se divorcian.
- 10 de octubre:
  - en Washington D. C. (Estados Unidos) Spiro Agnew renuncia como vicepresidente. Una corte federal en Baltimore (Maryland) lo condena a pagar 10 000 dólares y a pasar tres años en probation por evasión de impuestos mientras era gobernador de Maryland.
  - fracasan las negociaciones de la OPEP con las compañías petrolíferas para revisar los acuerdos de Teherán de 1971.
- 12 de octubre:
  - en Buenos Aires (Argentina), Juan Domingo Perón asume su tercer mandato como presidente, con el 63 % de los votos.
  - a 416 metros bajo tierra, en el área U12n.07 del Sitio de pruebas atómicas de Nevada (a unos 100 km al noroeste de la ciudad de Las Vegas), a las 9:00 (hora local) Estados Unidos detona su bomba atómica Roanoke, de 8 kilotones.
- 14 de octubre: en Bangkok (Tailandia) los estudiantes universitarios desatan una revolución.
- 15 de octubre: en Filipinas, el tifón Ruth cruza Luzón, dejando un saldo de 27 personas muertas.
- 16 de octubre: a raíz de la decisión de la Organización de Países Exportadores de Petróleo de no exportar más petróleo a los países que habían apoyado a Israel durante la guerra de Yom Kipur, inicia la crisis del petróleo de 1973. Varios países entran en una recesión económica al no poder exportar o importar petróleo, paralizando a muchos mercados mundiales. La crisis terminaría en 1974.
- 19 de octubre: en La Rábita (España) se registra una grave inundación. Se desconoce el número de víctimas.
- 20 de octubre:
  - en Washington D. C. (Estados Unidos), el presidente Richard Nixon ordena al fiscal general Elliot Richardson que eche al fiscal especial encargado del escándalo Watergate, Archibald Cox. Richardson se niega a cometer un acto ilegal y renuncia junto con su segundo, William Ruckelshaus. El tercero en la línea de mando, Robert Bork, acepta la orden de Nixon y echa a Cox (la Masacre del sábado por la noche). Este evento llevará al proceso de destitución contra Nixon.
  - en Australia se inaugura la Ópera de Sídney.
- 26 de octubre:
  - Israel vence la guerra de Yom Kipur.
  - la Organización de las Naciones Unidas reconoce la independencia de Guinea-Bisáu.
- 27 de octubre: en condado de Fremont (Colorado) cae un meteorito de 1.4 kg, de tipo condrita.
- 30 de octubre: en Estambul (Turquía) se inaugura el puente del Bósforo, que conecta los continentes de Europa y Asia sobre el Bósforo por primera vez en la historia.
- 31 de octubre: en Dublín (Irlanda), tres miembros del Ejército Republicano Irlandés Provisional escapan de la prisión Mountjoy después de que un helicóptero robado aterriza en el patio de ejercicios.

### Noviembre
- 2 de noviembre: se crea la Organización Latinoamericana de Energía (OLADE), con la suscripción del Convenio de Lima.
- 10 de noviembre: en Belo Horizonte (Brasil), la canción «Qué alegre va María», de Imelda Miller (con música y letra de Sergio Esquivel) gana para México el Festival OTI de 1973.
- 16 de noviembre: en Cabo Cañaveral (Florida), la NASA lanza la nave Skylab 4 (con los astronautas Gerald Carr, William Pogue y Edward Gibson) en una misión de 84 días en Skylab.
- 17 de noviembre:
  - en Atenas (Grecia) sucede el levantamiento del Politécnico Atenas contra el régimen militar.
  - en Orlando (Florida), el presidente Richard Nixon afirma ante 400 editores de Associated Press «I am not a crook» (‘no soy un ladrón’). Tendrá que renunciar a la presidencia el 8 de agosto de 1974.
- 19 de noviembre: un terremoto de 5,6 sacude la provincia de Salta en Argentina.
- 23 de noviembre: muere José Alfredo Jiménez Sandoval, mejor compositor de habla hispana de todos los tiempos Ciudad de México en México.
- 25 de noviembre: en Grecia, el dictador George Papadopoulos es echado de su cargo por un golpe militar liderado por el brigadier general Dimitrios Ioannidis.
- 27 de noviembre: el presidente Richard Nixon firma una ley para emergencias relacionadas con la escasez de crudo, imponiendo controles en el precio, la producción, la logística y la venta.
- 28 de noviembre:
  - en Colombia se crea el Territorio Nacional de Casanare, segregándolo del departamento de Boyacá.
  - en Roma (Italia), el Club Atlético Independiente se corona campeón de la Copa Intercontinental al vencer a la Juventus por 1 a 0, con gol de Ricardo Enrique Bochini
- 29 de noviembre:
  - en la ciudad de Kumamoto (al sur de Japón) mueren 104 personas en un incendio en una tienda de departamentos.
  - sobre Costa de Marfil, un buitre moteado choca con un avión que volaba a 11 277 metros. Esto lo convierte en el ave capaz de volar a mayor altitud en todo el mundo.[4]
- 30 de noviembre: Un terremoto de 4,7 sacude el estado de Tennessee (Estados Unidos), siendo el más potente registrado en la zona.

### Diciembre
- 1 de diciembre: Papúa Nueva Guinea se independiza de Australia.
- 3 de diciembre: la nave espacial Pioneer 10 transmite las primeras imágenes cercanas del planeta Júpiter.
- 6 de diciembre: en Estados Unidos, Gerald Ford se convierte en vicepresidente, sería nombrado presidente meses más tarde luego de la renuncia de Richard Nixon.
- 9 de diciembre:
  - los ministros de energía de los países árabes acuerdan una futura reducción de la producción en otro 5 % para «los países no amigos», que entraría en vigor en enero de 1974.
  - en Venezuela, Carlos Andrés Pérez es elegido presidente.
- 12 de diciembre: en un pozo a 278 metros bajo tierra, en el área U3ji del Sitio de pruebas atómicas de Nevada (a unos 100 km al noroeste de la ciudad de Las Vegas), a las 11:00 (hora local) Estados Unidos detona su bomba atómica Pajara, de 5 kilotones. Es la bomba n.º 808 de las 1131 que Estados Unidos detonó entre 1945 y 1992.
- 15 de diciembre: la Asociación Estadounidense de Psiquiatría quita a la homosexualidad de la lista de enfermedades DSM-II.
- 17 de diciembre: en los Estados Unidos se forma la banda de hard rock Kiss.
- 20 de diciembre:
  - el almirante Luis Carrero Blanco, presidente del Gobierno español, muere asesinado en Madrid en un atentado perpetrado por la organización terrorista ETA.
  - Ampliación de la Unión Europea con la incorporación de Dinamarca, Irlanda y Reino Unido.
- 22 de diciembre: la OPEP duplica sus precios por la crisis del petróleo de 1973.
- 25 de diciembre:
  - los ministros de energía árabes cancelan la reducción anterior. El ministro saudí Ahmed Zaki Yamani promete un incremento de un 10 % en la producción de la OPEP.
  - en Nueva York (Estados Unidos) se estrena la película El golpe de George Roy Hill, protagonizada por Robert Redford y Paul Newman, se volvería la película ganadora del premio Óscar a mejor película.
- 26 de diciembre: se estrena la película El exorcista de William Friedkin, protagonizada por Ellen Burstyn, Jason Miller, Linda Blair y Max von Sydow, fue la película más taquillera del año, también fue la película de terror más taquillera de la historia hasta el estreno de It en 2017.
- 30 de diciembre: el terrorista Venezolano, Carlos (Ilich Ramírez Sánchez) falla en su intento de asesinar al empresario británico Joseph Sieff.
- 31 de diciembre: en España, Carlos Arias Navarro es nombrado presidente del Gobierno.

### Sin fecha conocida
- En Alemania Occidental se abandona la costumbre de secuestrar niños gitanos (en alemán: Kinder der Landstrasse) para educarlos entre no gitanos. Esta práctica tradicional germana se había legalizado en Prusia en 1926 y se prohibió (solo en Alemania Oriental) en 1945.
- En el otoño septentrional (septiembre-diciembre), en la localidad estadounidense de Columbine (Colorado) se inaugura el Instituto Columbine, que el 20 de abril de 1999 se hará tristemente famoso al ser el sitio de la masacre de Columbine.

## Nacimientos

### Enero
- 1 de enero:

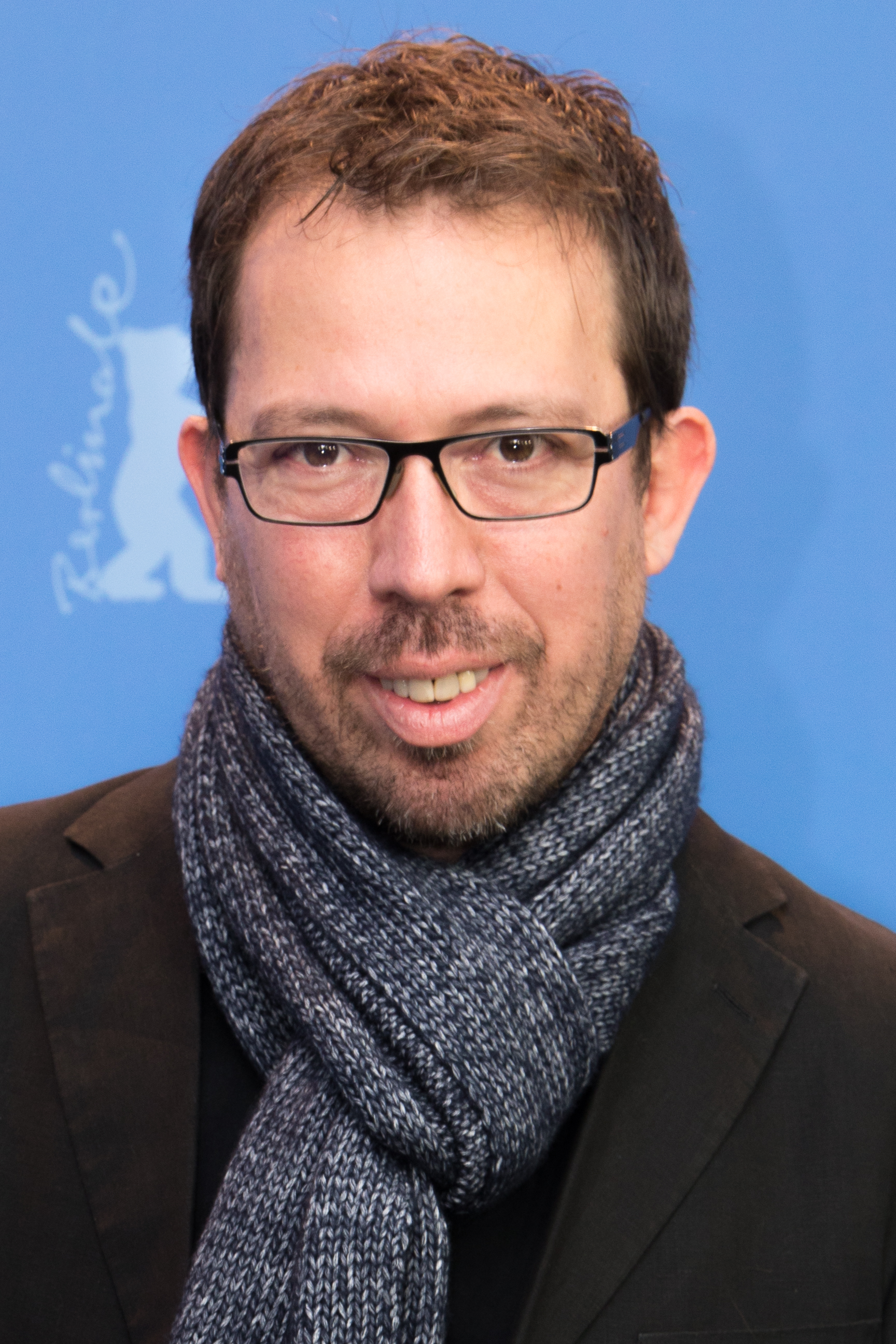
Marcelo Martinessi

  - Marcelo Martinessi, guionista y cineasta paraguayo.
  - Rabaki Jérémie Ouédraogo, ciclista burkinés.
- 2 de enero: Víctor Javier Müller, futbolista argentino.
- 3 de enero:
  - Antonio Filippini, futbolista italiano.
  - Pepín Banzo, músico español.
  - Carlos Nicola, futbolista uruguayo.
- 4 de enero:
  - Laia Marull, actriz española.
  - Rosen Kirilov, futbolista búlgaro.
  - Rickard Hallström, jugador de curling sueco.
- 5 de enero: Diamond Foxxx, actriz porno estadounidense.
- 7 de enero:
  - Jonna Tervomaa, cantante finlandesa.
  - Jesús Emilio Díez de Mier, futbolista español.
  - Rafael Dudamel, futbolista y entrenador venezolano.
- 9 de enero:
  - Sean Paul, cantante jamaicano.
  - Jaime Ramos Hernández, futbolista español.
- 10 de enero:
  - Ryan Drummond, actor estadounidense.
  - Lorena Álvarez, actriz mexicana de teatro, cine y televisión.
  - Iker Jiménez, periodista español.
  - Félix Tito Trinidad, boxeador puertorriqueño.
- 11 de enero: Gisella Bayona: presentadora de televisión ecuatoriana.
- 12 de enero:
  - Joaquín Enrique Valerio, futbolista español.
  - Hande Yener, cantante turca.
  - Giuseppe Giunta, luchador italiano.
- 13 de enero: Juan Diego Flórez, tenor peruano.
- 14 de enero: Giancarlo Fisichella, piloto automovilístico italiano de Fórmula 1.
- 15 de enero:
  - Essam El-Hadary, futbolista egipcio.
  - Tomáš Galásek, futbolista checo.
  - Miguel Joven, actor español.
  - Roberto Fresnedoso, futbolista y entrenador español.
  - Mohammed Al-Khojali, futbolista saudí.
- 16 de enero: Josie Davis, actriz estadounidense.
- 17 de enero:
  - Cuauhtémoc Blanco, futbolista y político mexicano.
  - Juan Manuel Peña, futbolista boliviano.
- 18 de enero:
  - Crispian Mills, músico británico, de la banda Kula Shaker.
  - Xiomara Xibille, actriz y presentadora de televisión colombiana.
  - Rolando Schiavi, futbolista argentino.
- 19 de enero:
  - Karen Lancaume, actriz francesa (f. 2005).
  - Antero Manninen, violonchelista finlandés.
  - Margarita Ortega Cadavid, actriz y periodista colombiana.
  - Yevgeny Sadovyi, nadador ruso.
  - Thomas Myhre, futbolista noruego.
  - Oswaldo Mackenzie, futbolista colombiano.
  - Ann Kristin Aarønes, futbolista noruega.
  - Eduardo Arancibia Guzmán, ajedrecista chileno.
  - Zora Banks, actriz pornográfica y modelo erótica húngara.
- 20 de enero:
  - Benjamin Biolay, cantautor y productor discográfico francés.
  - Stephen Crabb, político británico.
  - Mauricio Pastrana, boxeador colombiano.
  - Hideaki Hagino, futbolista japonés.
- 21 de enero:
  - Chris Kilmore, DJ estadounidense de rock, de la banda Íncubus.
  - Alpha Acosta, actriz mexicana.
- 22 de enero:
  - Abi Tucker, cantante y actriz australiana.
  - Rogério Ceni, futbolista y entrenador brasileño.
- 23 de enero: Carlos Lovera, futbolista argentino.
- 24 de enero: Juan Carlos Alcalá, dramaturgo mexicano.
- 27 de enero:
  - Edith Márquez, cantante y actriz mexicana.
  - Valentín Belkevich, futbolista bielorruso (f. 2014).
  - Juris Silovs, ciclista letón.
  - Gorazd Stangelj, ciclista esloveno.
- 28 de enero:
  - Jason Aaron, guionista de historieta estadounidense.
  - Elena Alfaro, conferenciante española.
- 30 de enero:
  - Jalen Rose, baloncestista estadounidense.
  - Yoshihiro Nishida, futbolista japonés.

### Febrero
- 1 de febrero:
  - Yuri Landman, artista, músico, lutier y musicólogo neerlandés.
  - Nick Mitchell, luchador estadounidense.
  - Makiko Ōmoto, seiyū japonesa.
- 2 de febrero: Aleksander Tammert, lanzador de disco y atleta estonio.
- 3 de febrero: Ilana Sod, periodista mexicana.
- 4 de febrero:
  - Oscar de la Hoya, boxeador estadounidense.
  - Martín Machón, futbolista guatemalteco.
- 5 de febrero:
  - Carme Chaparro, periodista española.
  - Roberto Cano, actor colombiano.
- 6 de febrero: Ildikó Szekeres, jugadora de curling húngara.
- 7 de febrero:
  - Mie Sonozaki, actriz de voz japonesa.
  - Andrea Ballerini, motociclista italiano.
  - Juwan Howard, baloncestista estadounidense.
- 8 de febrero: Fanny Lu, cantante colombiana.
- 9 de febrero: Svetlana Boginskaya, gimnasta soviética.
- 10 de febrero: Núria Añó, escritora catalana.
- 11 de febrero:
  - Varg Vikernes, músico noruego de rock, de la banda Burzum.
  - Javier Veiga, actor español.
  - Piotr Wadecki, ciclista polaco.
- 12 de febrero: Tara Strong, actriz de voz canadiense nacionalizada estadounidense.
- 13 de febrero:
  - Miguel Poveda, cantaor español.
  - Bas Roorda, futbolista neerlandés.
  - Mikel Antía, futbolista y entrenador español.
- 14 de febrero:
  - Unai Elorriaga, escritor español.
  - Steve McNair, jugador estadounidense de fútbol americano (f. 2009).
- 15 de febrero:
  - Kateřina Neumannová, esquiadora checa.
  - Amy Van Dyken, nadadora estadounidense.
- 16 de febrero:
  - Cathy Freeman, atleta australiana.
  - Christian Bassedas, futbolista argentino.
  - Monty, futbolista español.
  - Yoon Jong-hwan, futbolista y entrenador surcoreano.
- 17 de febrero:
  - David McIntosh, futbolista venezolano.
  - Lluis Codina, futbolista español.
  - Osvaldo Canobbio, futbolista uruguayo.
  - Goran Bunjevčević, futbolista serbio (f. 2018).
- 18 de febrero:
  - Claude Makélélé, futbolista francés.
  - Melani Olivares, actriz española.
  - Patrizia Spuri, atleta italiana.
  - Yolanda Moliné Rodríguez, baloncestista española.
  - María de los Ángeles Ortiz, atleta mexicana.
  - Martin Bojowald, físico alemán.
- 19 de febrero:
  - Eva Golinger, abogada, escritora e investigadora venezolano-estadounidense.
  - Hassan Kachloul, futbolista marroquí.
- 20 de febrero:
  - Kimberley Davies, actriz australiana.
  - Andrea Savage, actriz estadounidense.
- 22 de febrero:
  - Juninho Paulista, futbolista brasileño.
  - Shota Arveladze, futbolista georgiano.
  - Masato Fue, futbolista japonés.
  - Claus Lundekvam, futbolista noruego.
- 24 de febrero: Vsevolods Zeļonijs, yudoca letón.
- 26 de febrero:
  - ATB (André Tanneberger), disyóquey alemán.
  - Ole Gunnar Solskjær, futbolista noruego.
  - Jenny Thompson, nadadora estadounidense.
  - Miguel Simão, futbolista portugués.
  - Juancho De la Espriella, acordeonero y músico colombiano.
- 27 de febrero:
  - Ali Tabatabaee, vocalista iraquí, de la banda Zebrahead.
  - Li Bingbing, actriz y cantante china.
- 28 de febrero:
  - Masato Tanaka, luchador japonés.
  - Raúl Rodrigo Lara, futbolista mexicano.
  - Xavi Valero, futbolista español.
  - Zigor Aranalde, futbolista español.
  - Rodger Corser, actor australiano.

### Marzo
- 1 de marzo:
  - Jack Davenport, actor británico.
  - Ryan Peake, guitarrista canadiense, de la banda Nickelback.
  - Chris Webber, baloncestista estadounidense.
- 2 de marzo:
  - Emerson Orlando de Melo, futbolista brasileño.
  - Trevor Sinclair, futbolista británico.
  - Dejan Bodiroga, baloncestista serbio.
- 4 de marzo: Berta Cáceres, una líder indígena y activista del medio ambiente hondureña (f. 2016).
- 5 de marzo: Yannis Anastasiou, futbolista griego.
- 6 de marzo:
  - Rumi Ochiai, actriz de voz japonesa.
  - Regis Felisberto Masarim, futbolista brasileño.
  - Yasushi Fukunaga, futbolista japonés.
  - Amina Abdellatif, yudoca francesa.
- 7 de marzo:
  - Sébastien Izambard, cantante francés del cuarteto vocal Il Divo.
  - Álex O'Dogherty, actor español.
  - Tomasz Kłos, futbolista polaco.
  - Eiji Takemoto, seiyu japonés.
  - César Farías, entrenador venezolano de fútbol.
  - Anders Christensson, remero sueco.
- 9 de marzo:
  - Matteo Salvini, político italiano.
  - Aaron Boone, beisbolista estadounidense.
- 10 de marzo:
  - Dan Swanö, músico sueco.
  - Eva Herzigova, modelo y actriz checa.
  - John LeCompt, músico estadounidense.
  - Geert Verheyen, ciclista belga.
- 11 de marzo:
  - Tomasz Rząsa, futbolista polaco.
  - Vedin Musić, futbolista bosnio.
  - Vicky Martín Berrocal, diseñadora de moda española.
- 13 de marzo:
  - Edgar Davids, entrenador y exfutbolista neerlandés.
  - David Draiman, vocalista estadounidense, de la banda Disturbed.
- 15 de marzo:
  - Agustín Aranzabal, futbolista español.
  - Carla Hidalgo, actriz española.
  - Nelson Velásquez, cantante colombiano de música vallenata.
- 16 de marzo:
  - Fernando Platas, clavadista mexicano.
  - Naky Soto, periodista y escritora venezolana.
  - Valberto Amorim dos Santos, futbolista brasileño.
- 17 de marzo:
  - Caroline Corr, música irlandesa, de la banda The Corrs.
  - Daniel Ballart, deportista español.
  - Luis Alberto Martínez, ciclista uruguayo.
- 18 de marzo:
  - Raúl Chávez, beisbolista venezolano.
  - Ânderson Lima, futbolista brasileño.
  - Desideria D'Caro, actriz y modelo venezolana.
- 19 de marzo:
  - Magnus Hedman, futbolista sueco.
  - Simmone Jade Mackinnon, actriz australiana.
  - Meritxell Batet, política española.
  - Bun B, rapero estadounidense.
- 20 de marzo: Jaime Sánchez Fernández, futbolista español.
- 21 de marzo: Christian Nerlinger, futbolista alemán.
- 22 de marzo: Alessandro Pierini, futbolista italiano.
- 23 de marzo:
  - Jason Kidd, baloncestista estadounidense.
  - Jerzy Dudek, futbolista polaco.
  - Stefano Casagranda, ciclista italiano.
- 24 de marzo:
  - Jacek Bąk, futbolista polaco.
  - Jim Parsons, actor estadounidense, de The Big Bang Theory.
  - Sakura Tange, actriz de voz japonesa.
  - Steve Corica, futbolista australiano.
  - Roger Pera, actor español.
- 25 de marzo: Anders Fridén, músico sueco.
- 26 de marzo:
  - T. R. Knight, actor estadounidense.
  - Larry Page, empresario informático estadounidense.
  - Worachai Surinsirirat, futbolista y entrenador tailandés.
- 27 de marzo: Imanol Etxeberria, futbolista español.
- 28 de marzo:
  - Toti Pasman, periodista y abogado argentino.
  - Emmanuel Dorado, futbolista francés.
- 29 de marzo:
  - Marc Overmars, futbolista neerlandés.
  - Sebastiano Siviglia, futbolista italiano.
- 30 de marzo:
  - Adam Goldstein, DJ estadounidense (f. 2009).
  - Jan Koller, futbolista checo.

### Abril
- 1 de abril:
  - Rachel Maddow, comentadora política estadounidense.
  - Cristiano Doni, futbolista italiano.
  - Oscar Moens, futbolista neerlandés.
- 2 de abril:
  - Roselyn Sánchez, actriz puertorriqueña.
  - Germán Villa, futbolista mexicano.
- 3 de abril:
  - Jamie Bamber, actor británico.
  - Prabhu Deva, actor indio.
  - Ígor Simuténkov, futbolista ruso.
- 4 de abril:
  - David Blaine, mago estadounidense.
  - Loris Capirossi, motociclista italiano.
  - Sven Vermant, futbolista belga.
- 5 de abril:
  - Pharrell Williams, músico y productor estadounidense, de la banda The Neptunes.
  - Elodie Bouchez, actriz francesa.
  - Fernando del Solar, actor y conductor mexicano-argentino. (f. 2022).
- 6 de abril:
  - Rie Miyazawa, actriz y cantante japonesa.
  - Maurizia Cacciatori, voleibolista italiana.
  - Edith van Dijk, nadadora neerlandesa.
- 7 de abril: Marco Delvecchio, futbolista italiano.
- 8 de abril: Emma Caulfield, actriz estadounidense.
- 9 de abril:
  - Carmen Alcayde, periodista y presentadora española.
  - Luis Roberto Guzmán, actor puertorriqueño.
  - Lucio Angulo, baloncestista español.
  - Bart Goor, futbolista belga.
- 10 de abril:
  - Magdalena Adamowicz, activista y política polaca.
  - Guillaume Canet, actor francés.
  - Roberto Carlos, futbolista brasileño.
  - Aidan Moffat, músico británico, de la banda Arab Strap.
  - Cynthia Ottaviano, periodista, docente y escritora argentina.
  - Tony Vairelles, futbolista francés.
  - Shinichi Fujita, futbolista japonés.
- 11 de abril:
  - Jennifer Esposito, actriz estadounidense.
  - Bárbara Torres, actriz y comediante argentina.
- 12 de abril:
  - Christian Panucci, futbolista y entrenador italiano.
  - Christina Moore, actriz estadounidense.
- 13 de abril:
  - Serguéi Shnurov, cantante ruso.
  - David Miller, cantante estadounidense, actual miembro del grupo de opera-pop Il Divo.
  - Gustavo Adrián López, futbolista argentino.
- 14 de abril:
  - Adrien Brody, actor estadounidense.
  - Roberto Ayala, futbolista argentino.
  - Wells Tower, escritor estadounidense.
  - Antonio Cuquerella, ingeniero de carreras español.
- 15 de abril:
  - Emanuel Rego, voleibolista brasileño.
  - Teddy Lučić, futbolista sueco.
  - Pedro Dólera Corpas, futbolista y entrenador español.
- 16 de abril: Akon, rapero, cantante, actor, compositor, productor discográfico y emprendedor senegalés-estadounidense.
- 17 de abril: Ross Aloisi, futbolista australiano.
- 18 de abril: Haile Gebrselassie, corredor etíope de larga distancia.
- 19 de abril:
  - George Gregan, rugbista australiano.
  - Alessandro Preziosi, actor italiano.
  - Leonardo Pettinari, remero italiano.
- 21 de abril: Katsuyuki Konishi, seiyū japonés.
- 23 de abril:
  - Iñaki Berruet, futbolista español.
  - Agmeth Escaf, actor y presentador de televisión colombiano.
  - Peter Aluma, baloncestista nigeriano (f. 2020).
  - Montserrat Calleja, física española especializada en Bionanomecánica.
- 24 de abril:
  - Sachin Tendulkar, jugador indio de críquet.
  - Lee Westwood, golfista británico.
- 25 de abril: Fredrik Larzon, músico sueco de rock, de la banda Millencolin.
- 26 de abril:
  - Lee Woon-jae, futbolista surcoreano.
  - Andres Gerber, futbolista suizo.
- 27 de abril: Sharlee D'Angelo, guitarrista sueco.
- 28 de abril:
  - Jorge García, actor estadounidense.
  - Francisco Palencia, futbolista y entrenador mexicano.
  - Pauleta, futbolista portugués.
  - Serge Zwikker, baloncestista neerlandés.
  - Big Gipp, rapero estadounidense, de la banda Goodie Mob.
  - Marc Schneider, remero estadounidense.
  - Alejandro Ibarra, actor y cantante mexicano.
- 29 de abril:
  - Bienvenido de Arriba, político español.
  - Tessa Appeldoorn, remera neerlandesa.

### Mayo
- 1 de mayo: Oliver Neuville, futbolista alemán.
- 2 de mayo: Florian Henckel von Donnersmarck, director alemán.
  - Cruz Ramos, restauradora de documentos y bienes culturales
- 3 de mayo:
  - Michael Reiziger, futbolista neerlandés.
  - Lourdes Maldonado, periodista española.
  - Ivaylo Petrov, futbolista búlgaro.
- 4 de mayo:
  - Guillermo Barros Schelotto y Gustavo Barros Schelotto, futbolistas argentino.
  - Giuseppe Zappella, futbolista italiano.
  - Sonia Medina, política venezolana.
- 5 de mayo:
  - David Janer, actor español.
  - Juanma Alamillos, futbolista español.
- 6 de mayo: Andreas Norlén, político sueco.
- 7 de mayo: Paolo Savoldelli, ciclista italiano.
- 8 de mayo:
  - Hiromu Arakawa, mangaka japonesa.
  - Jesús Arellano, futbolista mexicano.
  - Marcus Brigstocke, comediante británico.
  - Alexander Pulalo, futbolista indonesio.
- 10 de mayo: Rüştü Reçber, futbolista turco.
- 11 de mayo:
  - Almir, futbolista brasileño.
  - Noriaki Asakura, futbolista japonés.
- 12 de mayo: Antonio Conde Ruiz, árbitro de baloncesto español.
- 13 de mayo: Mercedes Ambrus, actriz pornográfica y modelo húngara.
- 14 de mayo:
  - Voshon Lenard, baloncestista estadounidense
  - Shanice, cantante afroestadounidense.
- 15 de mayo:
  - Juan José Rodríguez Aguado, futbolista y entrenador español.
  - Ramón Ruiz, futbolista español.
- 16 de mayo:
  - Jason Acuña, skateboarder y actor estadounidense.
  - Tori Spelling, actriz estadounidense.
- 17 de mayo:
  - Sasha Alexander, actriz estadounidense.
  - Joshua Homme, músico estadounidense.
  - Matthew McGrory, actor estadounidense (f. 2005).
- 18 de mayo:
  - Pegguy Arphexad, futbolista francés.
  - Sérgio Henrique Saboia Bernardes, futbolista brasileño.
- 19 de mayo:
  - Dario Franchitti, piloto británico.
  - Kaoru Asano, futbolista japonés.
  - Sandro Chaves de Assis Rosa, futbolista brasileño.
  - Vicky Rueda, actriz colombiana.
- 20 de mayo: Patricia Navidad, actriz y cantante mexicana.
- 21 de mayo: Alberto León Herranz, ciclista español (f. 2011).
- 22 de mayo:
  - Fátima Baeza, actriz española.
  - Alfonso Albert, baloncestista español.
  - Emilio Alzamora, piloto de motociclismo español.
- 23 de mayo:
  - Santiago Eximeno, escritor español.
  - Juan José Padilla, torero español.
  - Angelina Jensen, jugadora de curling danesa.
- 24 de mayo:
  - Ruslana, cantante ucraniana.
  - Rodrigo Bueno, cantante de cuarteto argentino (f. 2000).
  - Vladimir Šmicer, futbolista checo.
  - Jill Johnson, cantante sueca.
  - Karim Alami, tenista marroquí.
  - Steffen Kjærgaard, ciclista noruego.
- 25 de mayo:
  - Demetri Martin, actor y comediante estadounidense.
  - Mikel Odriozola, atleta español.
- 26 de mayo:
  - Clementine Autain, política francesa.
  - Jesule, futbolista español.
  - Dejan Marković, futbolista serbio.
- 27 de mayo:
  - Jack McBrayer, actor y comediante estadounidense.
  - Daniel da Silva, futbolista brasileño.
  - Alessandro Cambalhota, futbolista brasileño.
- 28 de mayo: Ramón Salazar, cineasta español.
- 29 de mayo: Alpay Özalan, futbolista turco.
- 30 de mayo:
  - Vicky Dávila, periodista colombiana.
  - Marina Garcés, filósofa y ensayista española.

### Junio

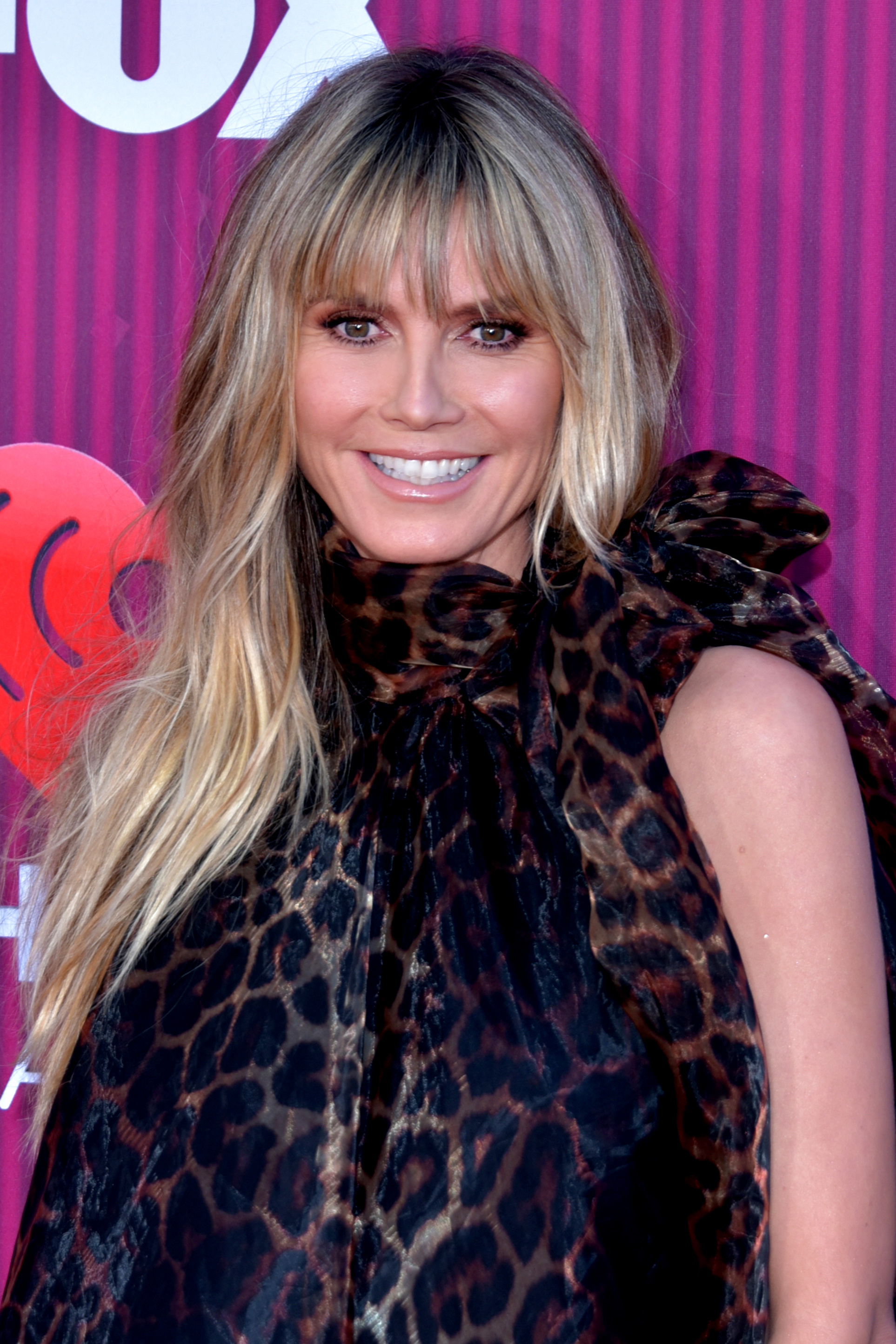
Heidi Klum

- 1 de junio: Heidi Klum, modelo alemana.
- 2 de junio:
  - Neifi Pérez, beisbolista dominicano.
  - Marko Kristal, futbolista estonio.
- 3 de junio:
  - Sebastián Teysera, cantante uruguayo y vocalista de la banda de ska y rock La Vela Puerca.
  - Giuliano De Stabile, remero italiano.
- 4 de junio:
  - Daisuke Hirakawa, actor de voz japonés.
  - Jordi Lardín, futbolista español.
- 5 de junio: Galilea Montijo, presentadora y actriz mexicana.
- 6 de junio:
  - Kat Swift, política estadounidense.
  - Coraima Torres, actriz venezolana.
  - Patrick Rothfuss, escritor estadounidense.
- 7 de junio: Toñi Moreno, presentadora española.
- 8 de junio:
  - Gennaro Iezzo, futbolista italiano.
  - Lexa Doig, actriz canadiense.
- 10 de junio:
  - Faith Evans, cantante estadounidense.
  - Antônio Marcos Tobias, futbolista brasileño.
- 11 de junio:
  - José Manuel Abundis, futbolista mexicano.
  - Arílson, futbolista brasileño.
- 12 de junio:
  - Mitsuki Saiga, actriz de voz japonesa.
  - Takis Fyssas, futbolista griego.
  - Thomas Pereira, futbolista noruego.
  - Alyson Annan, jugadora de hockey sobre césped australiana.
- 13 de junio:
  - Álex Calatrava, tenista español de origen alemán.
  - Hasier Arraiz, político español.
  - Kasia Kowalska, cantante y actriz polaca.
- 14 de junio:
  - Sergey Lushan, futbolista y entrenador uzbeko.
  - Coti, cantante y compositor argentino.
  - Svetlana Ražnatović, cantante serbia.
  - David Fonseca, músico portugués.
  - Maria Ubach Font, política andorrana.
  - Joel Souza, cineasta estadounidense.
  - Claudia Tagbo, actriz franco-marfileña.
- 15 de junio:
  - Neil Patrick Harris, actor estadounidense.
  - Tore André Flo, futbolista noruego.
  - Greg Vaughan, actor estadounidense.
- 16 de junio:
  - Eddie Cibrian, actor estadounidense.
  - Federica Mogherini, política italiana.
  - Nikos Machlas, futbolista griego.
- 17 de junio: Leander Paes, tenista indio.
- 18 de junio: Yumi Kakazu, actriz de voz japonesa.
- 19 de junio:
  - Yuko Nakazawa, cantante japonés.
  - Daði Lárusson, futbolista islandés.
  - Letícia Spiller, actriz brasileña.
- 20 de junio:
  - Chino Moreno, cantante estadounidense, de la banda Deftones.
  - Jenílson Ângelo de Souza, futbolista brasileño.
  - Enrique Alfaro Ramírez, político mexicano.
- 21 de junio:
  - Roxana Carabajal, cantante argentina de folclore.
  - Juliette Lewis, actriz estadounidense.
- 22 de junio: Cory Alexander, baloncestista estadounidense.
- 23 de junio:
  - Marie N, cantante lituana.
  - Ana María Hoyos, actriz, modelo y presentadora colombiana.
- 25 de junio:
  - Zoran Njeguš, futbolista y entrenador serbio.
  - Whitney Post, remera estadounidense.
- 26 de junio: Guille Giménez, periodista español.
- 27 de junio:
  - Olve Eikemo, músico noruego.
  - Manuel Sarmiento, actor colombiano.
- 28 de junio:
  - Regillio Simons, futbolista neerlandés.
  - Brian Maisonneuve, futbolista estadounidense.
  - Alberto Berasategui, tenista español.
  - Eduardo Aldán, actor y presentador de televisión español.
- 30 de junio:
  - Robert Bales, militar estadounidense, sospechoso de la masacre de Kandahar.
  - Chan Ho Park, beisbolista coreano.
  - Frank Rost, futbolista alemán.
  - Mónica Aragón, actriz y payasa hispano-mexicana.

### Julio
- 4 de julio:
  - Ana María Orozco, actriz colombiana.
  - Gackt, cantante y actor japonés.
  - Tony Popovic, futbolista australiano.
  - Jan Magnussen, piloto de automovilismo danés.
- 5 de julio:
  - Marcus Allbäck, futbolista sueco.
  - Luca De Dominicis, actor italiano.
  - Róisín Murphy, cantante irlandesa.
  - Camilla Andersen, balonmanista danesa.
  - Allison Pottinger, jugadora de curling estadounidense.
- 6 de julio: Txeroki, terrorista español.
- 7 de julio:
  - Andrés Cepeda, cantante colombiano de rock.
  - Natsuki Takaya, mangaka japonés.
- 8 de julio: Adjetey Anang, actor ghanés.
- 10 de julio: David Sesa, futbolista suizo.
- 12 de julio:
  - Christian Vieri, futbolista italiano.
  - Juan Luis Mora, futbolista español.
  - Fran Caínzos, futbolista español.
  - Magoo, rapero estadounidense.
- 13 de julio:
  - Dmitro Mijaylenko, futbolista ucraniano.
  - Gavin Hassett, remero canadiense.

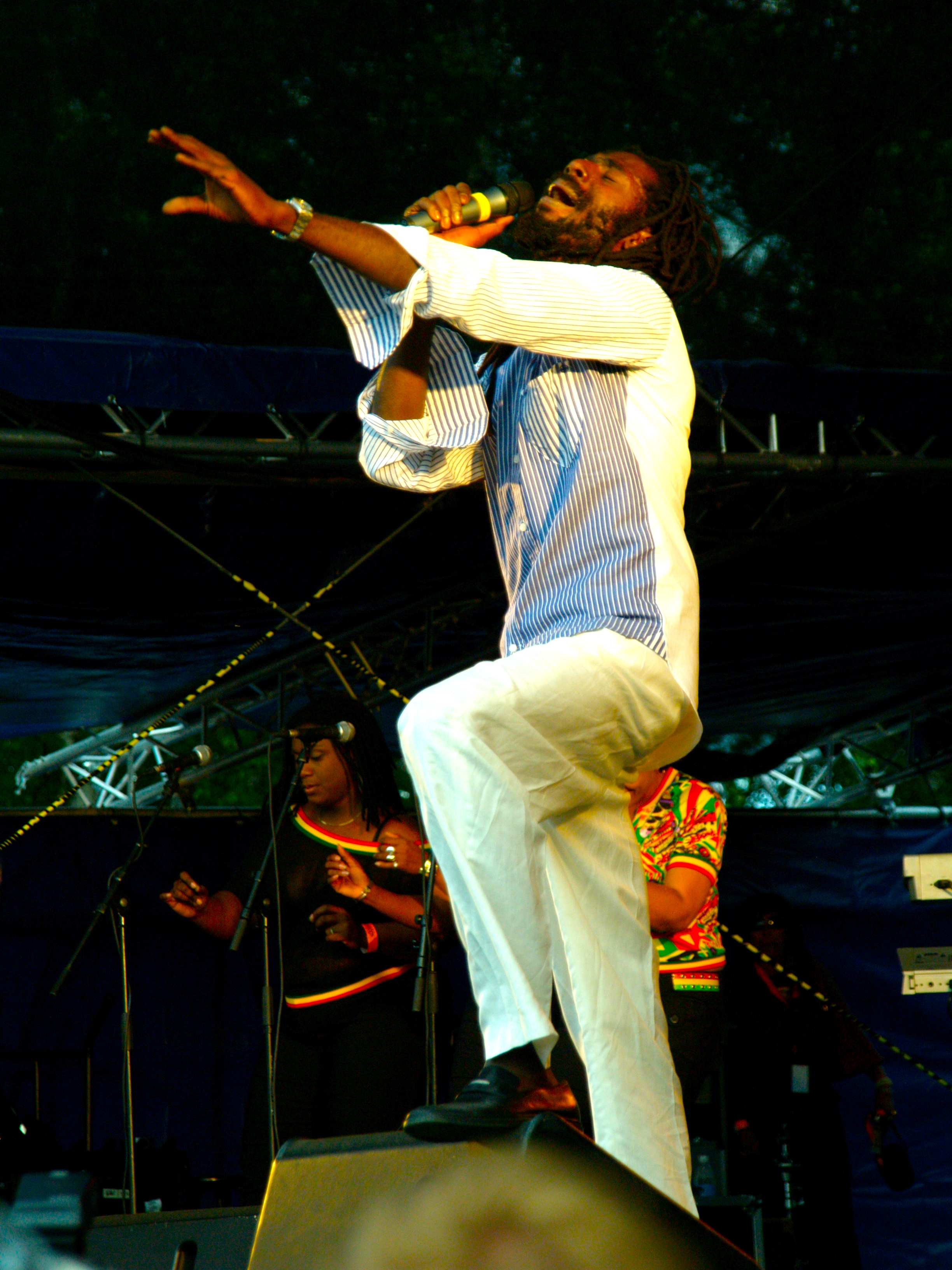
Buju Banton

- 14 de julio: Candela Peña, actriz española.
- 15 de julio:
  - Buju Banton cantante de reggae jamaicano.
  - John Dolmayan, baterista libanés de rock, de la banda System of a Down.
  - Brian Austin Green, actor estadounidense.
- 16 de julio: Stefano Garzelli, ciclista italiano.
- 19 de julio: Aílton Gonçalves da Silva, futbolista brasileño.
- 20 de julio:
  - Claudio Reyna, futbolista estadounidense.
  - Haakon Magnus de Noruega, príncipe heredero de Noruega.
  - Omar Epps, cantante y actor estadounidense.
  - Macarena Berlín, periodista española.
  - Nikolái Kuznetsov, deportista ruso.
- 21 de julio: Fey, cantante mexicana.
- 22 de julio:
  - Jaime Camil, actor, cantante y conductor mexicano.
  - Jaime Cantizano, presentador español.
  - Rufus Wainwright, músico canadiense.
  - Petey Pablo, rapero estadounidense.
  - Jerry Trainor, actor estadounidense.
- 23 de julio:
  - Dani Filth, cantante británico, de la banda Cradle of Filth.
  - Monica Lewinsky, pasante estadounidense.
  - Kathryn Hahn, actriz estadounidense.
  - Gunn Margit Andreassen, biatleta noruega.
  - Juan Dalmau Ramírez, abogado y político puertorriqueño.
- 24 de julio:
  - Ana Cristina Oliveira, modelo y actriz portuguesa.
  - Johan Micoud, futbolista francés.
- 25 de julio:
  - Guillermo Mota, beisbolista dominicano.
  - Zé María, futbolista brasileño.
  - David Denman, actor estadounidense.

- 26 de julio:

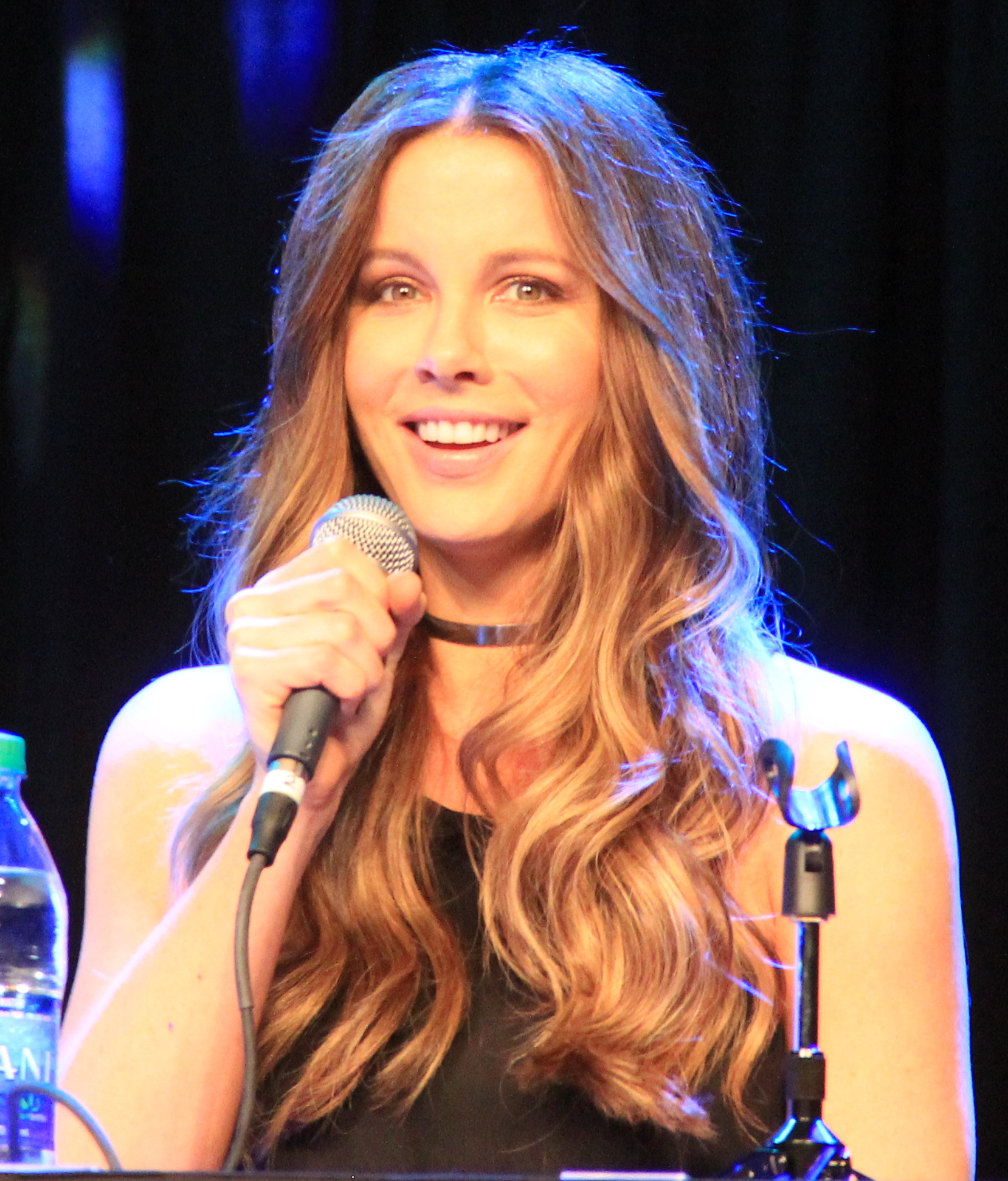
Kate Beckinsale

  - Kate Beckinsale, actriz británica.
  - Jussi Sydänmaa, actor y músico finés, de la banda Lordi.
  - Vaniity, actriz pornográfica transexual mexicana.
- 27 de julio: David Oteo, futbolista mexicano.
- 28 de julio: Émerson Luiz Firmino, futbolista brasileño.
- 29 de julio:
  - Wanya Morris, cantante afroestadounidense, de la banda Boyz II Men.
  - Marian Hristov, futbolista búlgaro.
  - Eddy Mazzoleni, ciclista italiano
- 30 de julio:
  - Sonu Nigam, cantante indio.
  - Andrea Gaudenzi, tenista italiano.
- 31 de julio:
  - Abdulaziz Khathran, futbolista saudí.
  - Jerry Rivera, cantante puertorriqueño.
  - Jacob Aagaard, ajedrecista anglo danés.

### Agosto
- 1 de agosto:
  - Eduardo Noriega, actor español.
  - Gregg Berhalter, futbolista estadounidense.
  - Antonio Gómez Pérez, futbolista y entrenador español.
  - Heberley Sosa, futbolista uruguayo.
- 2 de agosto:
  - Éric Deflandre, futbolista belga.
  - Yousef Al-Dokhi, futbolista kuwaití.
- 3 de agosto: Nikos Dabizas, futbolista griego.
- 4 de agosto:
  - Marcos Roberto Silveira Reis, futbolista brasileño.
  - Javi de Pedro, futbolista español.
- 6 de agosto:
  - Asia Carrera, actriz estadounidense.
  - Vera Farmiga, actriz estadounidense.
  - Stuart O'Grady, ciclista australiano.
  - Shintetsu Gen, futbolista japonés.
- 7 de agosto: Boden Hanson, remero australiano.
- 8 de agosto:
  - Scott Stapp, músico estadounidense, de la banda Creed.
  - Sandro Sotilli, futbolista brasileño.
- 9 de agosto:
  - Filippo Inzaghi, futbolista italiano.
  - Hideki Tsukamoto, futbolista japonés.
- 10 de agosto:
  - Javier Zanetti, futbolista argentino.
  - Daijirō Takakuwa, futbolista japonés.
- 11 de agosto:
  - Carolyn Murphy, modelo estadounidense.
  - Vitaliy Kosovskiy, futbolista ucraniano.
  - Antônio Monteiro Dutra, futbolista brasileño.
  - Mario Amorós, periodista e historiador español.
  - Luis Lacalle Pou, político uruguayo.
- 12 de agosto:
  - Carlos Chamarro, actor español.
  - Natalia Paris, modelo colombiana.
  - Joseba Beloki, ciclista español.
  - Emma Roca Rodríguez, corredora y esquiadora de montaña española (f. 2021).
  - Muqtada al-Sadr, clérigo iraquí.
- 13 de agosto: Brittany Andrews, actriz pornográfica estadounidense.
- 14 de agosto:
  - Jared Borgetti, futbolista mexicano.
  - Jay-Jay Okocha, futbolista nigeriano.
  - Paulino Martínez, futbolista y entrenador español.
  - Sebastián Ortega, productor de televisión argentino.
  - Romane Bohringer, actriz francesa.
  - Timuçin Esen, actor turco.
  - Mariano Hood, tenista argentino.
  - José Milián, futbolista mexicano.
  - Daisuke Ishiwatari, diseñador de videojuegos japonés de origen sudafricano.
  - Lorena Marlene Cortinas Galván, actriz mexicana.
  - Nancy Sweetnam, nadadora canadiense.
  - Kieren Perkins, nadador australiano.
  - Inesa Zajareuskaya, remera bielorrusa.
- 15 de agosto:
  - Juan Gil Navarro, actor argentino.
  - Adnan Sami, compositor, pianista y cantante británico.
  - José Alexandre Alves Lindo, futbolista brasileño.
  - Jon Ander Lambea, futbolista y entrenador español.
- 16 de agosto:
  - Mauricio Islas, actor mexicano.
  - Milan Rapaić, futbolista croata.
  - Osamu Umeyama, futbolista japonés.
- 17 de agosto:
  - Lionel Ugalde, piloto argentino.
  - Aasha Davis, actriz estadounidense.
- 19 de agosto:
  - Marco Materazzi, futbolista italiano.
  - Ahmed Best, actor estadounidense.
  - Mette-Marit de Noruega, princesa noruega.
  - Ján Valach, ciclista eslovaco.
- 21 de agosto:
  - Serguéi Brin, empresario informático estadounidense de origen ruso.
  - Nikolai Valuev, campeón de boxeo ruso de los pesos pesados.
- 22 de agosto:
  - Howie Dorough, cantante estadounidense, integrante del grupo Backstreet Boys.
  - Kristen Wiig, actriz y comediante estadounidense.
  - Okkert Brits, atleta sudafricano.
- 23 de agosto: Mariela Celis, presentadora de televisión, locutora, actriz y humorista venezolana.
- 24 de agosto:
  - Grey DeLisle, actriz de voz estadounidense.
  - Inge de Bruijn, nadadora neerlandesa.
  - Carmine Giovinazzo, actor estadounidense.
  - Fabio Pecchia, futbolista y entrenador italiano.
  - Alberto Barrera Zurita, político mexicano.
  - Barret Oliver, fotógrafo y exactor estadounidense.
- 25 de agosto:
  - Fatih Akın, cineasta alemán.
  - Felipe Ibáñez, diseñador argentino.
  - Gianluca Rocchi, árbitro italiano.
  - Rafael Henzel, locutor brasileño (f. 2019).
  - Bas van Dooren, ciclista neerlandés.
  - Bernard Inom, boxeador francés.
- 26 de agosto: Andrés Muschietti, director argentino de televisión.
- 27 de agosto:
  - Danny Coyne, futbolista británico-galés.
  - Dietmar Hamann, futbolista alemán.
  - Christian Zübert, director de cine y guionista alemán.
  - Tetsuya Okayama, futbolista japonés.
  - Alexander Fedorovich, futbolista bielorruso (f. 2022).
  - María Belén Cueto Martín, voleibolista española.
  - Eva Parera, abogada y política española.
  - Catherine Scott, atleta jamaicana.
  - Robert Harrison, dirigente deportivo español.
  - Johan Norberg, escritor sueco.
- 28 de agosto:
  - Maria Barnas, escritora neerlandesa.
  - Claudio Enría, futbolista argentino.
- 29 de agosto: Thomas Tuchel, futbolista y entrenador alemán.
- 31 de agosto: Gustavo Cañizares, futbolista español.

### Septiembre
- 1 de septiembre:
  - Oscar Avendaño, músico español.
  - Paola De Micheli, política italiana.
- 2 de septiembre:
  - Savo Milošević, futbolista serbio.
  - Pedro Arquero, futbolista español.
- 4 de septiembre:
  - Jason David Frank, actor y artista marcial estadounidense (f. 2022).
  - Eduardo Arroyuelo, actor mexicano.
  - Stacy Sanches, modelo y actriz estadounidense.
- 5 de septiembre: Rose McGowan, actriz estadounidense.
- 6 de septiembre:
  - Carlo Cudicini, futbolista italiano.
  - Greg Rusedski, tenista anglo-canadiense.
  - Pepa Aniorte, actriz española.
  - Alessandro Troncon, rugbista italiano.
- 7 de septiembre:
  - Giuseppe Di Grande, ciclista italiano.
  - Shannon Elizabeth, actriz estadounidense.
  - Laura Pamplona, actriz española.
- 8 de septiembre: Lucía Pineda Ubau, periodista nicaragüense.
- 9 de septiembre:
  - Laura Ponte, modelo española.
  - Frode Andresen, biatleta noruego.
- 10 de septiembre: Víctor González, actor mexicano.
- 11 de septiembre:
  - Roberto Chiappa, ciclista italiano.
  - Wagneau Eloi, futbolista franco-haitiano.
  - Johann Lonfat, futbolista suizo.
  - Volker Ordowski, ciclista alemán.
- 12 de septiembre:
  - Paul Walker, actor estadounidense (f. 2013).
  - Cinzia Cavazzuti, yudoca italiana.
  - Álvaro Fabián González, futbolista uruguayo.
- 13 de septiembre:
  - Fabio Cannavaro, futbolista italiano.
  - Mahima Chaudhry, actriz y modelo india.
  - René Weiler, futbolista suizo.
  - Harald Cerny, futbolista austriaco.
  - Carlo Nash, futbolista y entrenador británico-inglés.
  - Christine Arron, atleta francesa.
  - Brian Evans, baloncestista estadounidense.
- 14 de septiembre:
  - Andrew Lincoln, actor británico.
  - Nas, rapero estadounidense.
- 15 de septiembre: Julie Cox, actriz británica.
- 16 de septiembre: Luis Larrodera, presentador español.
- 17 de septiembre:
  - Petter Rudi, futbolista noruego.
  - Demis Nikolaidis, futbolista griego.
  - Diego Albanese, rugbista argentino.
  - Bernardo Duque, locutor, actor de doblaje, presentador de televisión y arreglista colombiano (f. 2013).
- 18 de septiembre:
  - James Marsden, actor estadounidense.
  - Mark Shuttleworth, entrepreneur sudafricano.
  - Ami Onuki, cantante japonesa.
  - Darío Frigo, ciclista italiano.
  - Aitor Karanka, futbolista español.
- 19 de septiembre:
  - José Azevedo, ciclista portugués.
  - David Zepeda, actor, cantante, modelo y abogado mexicano.
  - Stéphane Porato, futbolista francés.
  - Nick Colgan, futbolista irlandés.
- 21 de septiembre:
  - Daniel Guzmán, actor español.
  - Virginia Ruano, tenista española.
  - Oswaldo Sánchez, futbolista mexicano.
  - Pedro Acevedo, futbolista chileno.
- 23 de septiembre:
  - Ingrid Fliter, pianista argentina.
  - José Luiz Drey, futbolista brasileño.
- 24 de septiembre: Daniel Fernández Moreno, futbolista español.
- 25 de septiembre:
  - Bridgette Wilson, actriz, modelo y cantante estadounidense.
  - Jakob Ellemann-Jensen, político danés.
- 26 de septiembre: Donata Burgatta, judoca italiana.
- 27 de septiembre: Vratislav Lokvenc, futbolista checo.
- 28 de septiembre:
  - José Ignacio Sáenz, futbolista español.
  - Luciana Peker, activista argentina especializada en género.
- 29 de septiembre: Mighello Blanco, actor español.

### Octubre
- 2 de octubre:
  - Lene Nystrøm, cantante noruega, integrante de la banda Aqua.
  - Susana González, actriz y modelo mexicana.
  - Verka Serdyuchka, actor, cantante y comediante ucraniano.
  - Mikel Arana, político español.
  - Proof, rapero estadounidense (f. 2006).
- 3 de octubre:
  - Lena Headey, actriz británica
  - Neve Campbell, actriz canadiense.
  - Richard Ian Cox, actor de voz y presentador de radio canadiense.
  - Uğur Dağdelen, futbolista turco (f. 2015).
- 4 de octubre:
  - Chris Parks, luchador estadounidense.
  - Dennis Gansel, director de cine alemán.
- 5 de octubre: Alejandro Varela, futbolista y entrenador español.
- 6 de octubre:
  - Ioan Gruffudd, actor británico.
  - Jesús Ángel Turiel, futbolista español.
- 7 de octubre: Dida, futbolista brasileño.
- 9 de octubre:
  - Steven Burns, actor estadounidense, de Las pistas de Blues.
  - Fabio Lione, cantante italiano, de las bandas Rhapsody of Fire, y Vision Divine.
  - Carlos Pavón, futbolista hondureño.
  - Juanjo González, futbolista y entrenador español.
  - Caparezza, rapero italiano.
- 10 de octubre:
  - Mario Lopez, actor estadounidense.
  - Vikash Dhorasoo, futbolista francés.
  - Pedro Jesús Triguero Zamora, futbolista español.
  - Zach Thornton, futbolista estadounidense.
- 11 de octubre:
  - Daisuke Sakaguchi, actor de voz japonés.
  - Takeshi Kaneshiro, actor taiwanés-japonés.
  - Mirsad Hibić, futbolista bosnio.
- 12 de octubre: Alberto Berna, entrenador de fútbol español.
- 13 de octubre: Nanako Matsushima, actriz y modelo japonesa.
- 14 de octubre:
  - Luca Pancallo, diseñador de videojuegos.
  - George Floyd, víctima de brutalidad policial en Estados Unidos.
  - Fabián O'Neill, futbolista uruguayo (f. 2022).
  - Rafael Franco Quintero, militar venezolano.
- 15 de octubre:
  - Inés Bayo, cantante española (f. 2019).
  - Aleksandr Filimónov, futbolista ruso.
  - Hussein Al-Sadiq, futbolista saudí.
- 17 de octubre: Quique González, cantautor español de rock.
- 18 de octubre: Michalis Kapsis, futbolista griego.
- 19 de octubre:
  - Aliaksandr Jatskevich, futbolista bielorruso.
  - Jorge Alarte, político español.
- 21 de octubre: Lera Auerbach pianista y compositora rusa.
- 22 de octubre:
  - Andrés Palop, futbolista español.
  - Ichiro Suzuki, beisbolista japonés.
  - Mark van der Zijden, nadador neerlandés.
- 23 de octubre:
  - Ibon Uzkudun, actor español.
  - Mac Cozier, futbolista estadounidense.
- 24 de octubre:
  - Levi Leipheimer, ciclista estadounidense.
  - Iñaki de Miguel, baloncestista español.
  - Jackie McNamara, futbolista británico.
  - Martijntje Quik, remera neerlandesa.
- 25 de octubre:
  - Maxi Mounds, desnudista estadounidense.
  - Romildo Santos Rosa, futbolista brasileño.
- 26 de octubre:
  - Seth MacFarlane, actor, director y dibujante de cómics estadounidense.
  - Taka Michinoku, luchador japonés.
  - Jana Černochová, política checa.
- 27 de octubre:
  - Karol Beffa, compositor francés.
  - Jessica Andersson, cantante sueca.
- 28 de octubre: MVP (Montel Vontavious Porter), luchador estadounidense.
- 29 de octubre: Robert Pirès, futbolista francés.
- 30 de octubre:
  - Silvia Corzo, abogada y periodista colombiana.
  - Edge (Adam Copeland), luchador canadiense.
  - Alex Sandro Santana de Oliveira, futbolista brasileño.

### Noviembre
- 1 de noviembre: Aishwarya Rai, actriz, modelo y bailarina india.
  - Isadora González, actriz mexicana.
- 2 de noviembre:
  - Joachim Yaw, futbolista ghanés.
  - Marisol Nichols, actriz estadounidense.
  - Dina Miftajutdynova, remera ucraniana.
- 3 de noviembre:
  - Ana Milán, actriz española.
  - Mick Thomson, guitarrista estadounidense, de la banda Slipknot.
  - Lisset, actriz y cantante mexicana.
  - Manel Martínez, futbolista español.
  - Remedios Zafra, escritora, profesora y ensayista española.
- 4 de noviembre:
  - Steven Ogg, actor canadiense.
  - Nicola Vizzoni, atleta italiano.
- 5 de noviembre:
  - Gavin Wilkinson, futbolista neozelandés.
  - Albert Espinosa, ingeniero industrial de formación, guionista, autor teatral, escritor, actor y director de cine español.
- 7 de noviembre:
  - Martín Palermo, futbolista argentino.
  - Yunjin Kim, actriz coreana.
- 8 de noviembre:
  - Edgardo Alfonzo, beisbolista venezolano.
  - Íñigo Idiakez, futbolista español.
  - Jesse Marsch, futbolista estadounidense.
  - Dennis Lota, futbolista zambiano (f. 2014).
- 9 de noviembre:
  - Zisis Vryzas, futbolista griego.
  - Alyson Court, actriz canadiense.
  - Nick Lachey, cantante estadounidense, de la banda 98 Degrees.
  - Maija Vilkkumaa, cantante finlandesa de rock.
  - Belén Esteban, colaboradora de televisión española.
  - Víctor Cordero Flores, futbolista costarricense.
- 10 de noviembre:
  - Jacqui Abbott, cantante británico, de la banda The Beautiful South.
  - Alexandre José Bortolato, futbolista brasileño.
- 11 de noviembre: Jason White, guitarrista estadounidense, de la banda Green Day.
- 12 de noviembre:
  - Radha Mitchell, actriz australiana.
  - Paola Holguín, política colombiana.
  - Giuseppe Lamberti, remero italiano.
- 15 de noviembre:
  - Liniers (Ricardo Siri), historietista argentino.
  - Albert Portas, tenista español.
  - Eileen Abad, actriz y modelo venezolana.
  - Abdullah Zubromawi, futbolista saudí.
- 17 de noviembre:
  - Bernd Schneider, futbolista alemán.
  - Ibon Begoña, futbolista español.
  - Godfrey Sapula, futbolista sudafricano.
- 18 de noviembre: Darko Kovačević, futbolista serbio.
- 19 de noviembre:
  - Billy Currington, cantante estadounidense de música country.
  - Abraham Gragera, poeta español.
  - Pekka Himanen, filósofo finlandés.
  - Prince Amoako, futbolista ghanés.
- 20 de noviembre: Christian Benavides, actor cómico, cantante y productor televisivo peruano (f. 2010).
- 21 de noviembre:
  - Marcelo Córdoba, actor argentino.
  - Inés Sastre, actriz y modelo española.
- 22 de noviembre: Mónica Rodríguez, presentadora colombiana.
- 23 de noviembre: Grégory Malicki, futbolista francés.
- 24 de noviembre: Paola Cortellesi, actriz italiana.
- 25 de noviembre:
  - Octavio Dotel, beisbolista dominicano.
  - Claudia Díaz, funcionaria venezolana y enfermera de Hugo Chávez.
- 26 de noviembre:
  - Carlos Andrés García, político venezolano.
  - Peter Facinelli, actor estadounidense.
  - Javi Pineda, futbolista español.
  - Andrea Camata, baloncestista italiano.
- 27 de noviembre, Sharlto Copley, productor, actor y cineasta sudafricano.
- 28 de noviembre:
  - Jade Puget, guitarrista estadounidense, de la banda AFI.
  - Rob Conway, luchador estadounidense.

- 29 de noviembre:

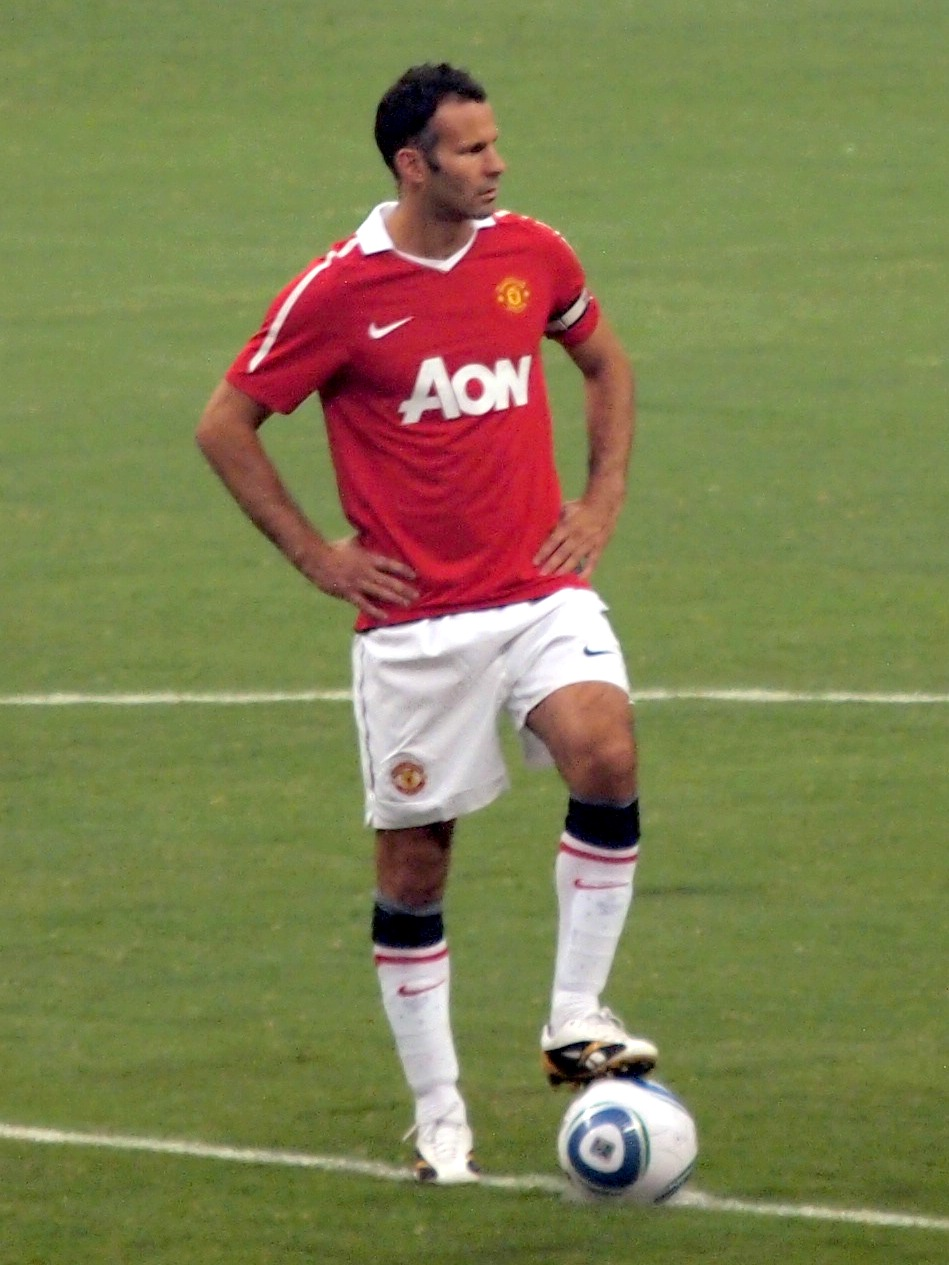
Ryan Giggs

  - Ryan Giggs, futbolista británico.
  - Juan Olivares, pintor y artista plástico español.
  - Raúl Rodríguez Serrano, futbolista español.
  - Dick van Burik, futbolista neerlandés.
- 30 de noviembre:
  - Jason Reso, luchador canadiense.
  - Igor Jovićević, futbolista croata.

### Diciembre
- 1 de diciembre:
  - León Larregui, cantautor mexicano de rock.
  - Lombardo Boyar, actor estadounidense.
  - Akiko Nakagawa, seiyū japonesa.
- 2 de diciembre:
  - Mónica Seles, tenista yugoslavo-estadounidense.
  - Jan Ullrich, ciclista alemán.
  - Graham Kavanagh, futbolista irlandés.
  - Alessandra Santos de Oliveira, baloncestista brasileña.
- 3 de diciembre:
  - Holly Marie Combs, actriz estadounidense.
  - Gabriele Magni, esgrimidor italiano.
  - Keri Windsor, actriz pornográfica estadounidense.
- 4 de diciembre: Tyra Banks, actriz y modelo estadounidense.
- 5 de diciembre: Patricio Borghetti, actor y cantante argentino nacionalizado mexicano.
- 6 de diciembre:
  - Daniele De Paoli, ciclista italiano.
  - Petar Miloševski, futbolista macedonio (f. 2014).
- 7 de diciembre:
  - Terrell Owens, futbolista afroestadounidense.
  - Damien Rice, cantante-compositor, músico y productor irlandés.
- 8 de diciembre:
  - Chiqui Ledesma (María de los Ángeles Ledesma), cantante argentina.
  - Corey Taylor, cantante estadounidense, de las bandas Slipknot y Stone Sour.
  - Paola Díaz, actriz y presentadora colombiana.
  - Claudia Gurisatti, periodista y presentadora colombiana.
- 9 de diciembre: Sven Christ, futbolista suizo.
- 10 de diciembre:
  - Gabriela Spanic, exreina de belleza y actriz venezolana.
  - Márcio dos Santos, futbolista brasileño (f. 2002).
- 11 de diciembre:
  - Anita Caprioli, actriz italiana.
  - Giorgia Andreuzza, política y arquitecta italiana.
- 12 de diciembre:** Jorge LopezFutbolista y Extraordinario hombre.
- 13 de diciembre: Emre Aşık, futbolista turco.
- 14 de diciembre:
  - Thuy Trang, actriz vietnamita (f. 2001).
  - Tomasz Radzinski, futbolista canadiense.
- 15 de diciembre: Will Robson Emilio Andrade, futbolista brasileño.
- 16 de diciembre:
  - Mariza, cantante portuguesa.
  - Scott Storch, productor estadounidense de hip-hop.
- 17 de diciembre:
  - Paula Radcliffe, atleta británica.
  - Martha Érika Alonso, política mexicana (f. 2018).
- 19 de diciembre: Vrbica Stefanov, baloncestista macedonio.
- 21 de diciembre: Matías Almeyda, exfutbolista y entrenador argentino.
- 24 de diciembre:
  - Stephenie Meyer, escritora estadounidense.
  - Eddie Pope, futbolista estadounidense.
- 25 de diciembre:
  - Cristina Chiuso, nadadora italiana.
  - Kim Hae-woon, futbolista surcoreano.
- 27 de diciembre:
  - Wilson Cruz, actor estadounidense.
  - Wágner Pires de Almeida, futbolista brasileño.
- 28 de diciembre:
  - Seth Meyers, actor y comediante estadounidense.
  - Martha Isabel Bolaños, actriz, modelo y empresaria colombiana.
- 29 de diciembre: Pimp C, rapero estadounidense (f. 2007).
- 30 de diciembre:
  - Jason Behr, actor estadounidense.
  - Ato Boldon, atleta trinitense.
  - Nacho Vidal, actor porno español.
- 31 de diciembre: Shandon Anderson, baloncestista estadounidense.

### Sin fecha
- Adriana Acosta, actriz mexicana, retirada desde 2007.
- Jorge Galán, escritor salvadoreño de poesía y narrativa.

## Fallecimientos

### Enero
- 2 de enero: Eleazar López Contreras, militar y político venezolano, presidente entre 1935 y 1941 (n. 1883).
- 6 de enero: Iván Korolkov, militar soviético y Héroe de la Unión Soviética (n. 1915)
- 7 de enero: Pedro Berruezo, futbolista español (n. 1945).
- 10 de enero: Claudio de la Torre, escritor y cineasta español (n. 1895).
- 12 de enero: Turk Edwards, futbolista estadounidense (n. 1907).
- 16 de enero: Nellie Yu Roung Ling, bailarina china (n. 1889).
- 20 de enero: Raúl Pilla, político, médico, periodista y profesor brasileño (n. 1892).
- 21 de enero: Manuel Bastos Ansart, médico español (n. 1887).
- 22 de enero: Lyndon B. Johnson, político estadounidense, presidente entre 1963 y 1969 (n. 1908).
- 23 de enero: Kid Ory, músico estadounidense (n. 1886).
- 26 de enero: Edward G. Robinson, actor rumano (n. 1893).
- 28 de enero: John Banner, actor austriaco (n. 1910).
- 31 de enero: Ragnar Anton Kittil Frisch, economista noruego, premio nobel de economía (n. 1895).

### Febrero
- 4 de febrero: Rolando Alarcón, cantante y compositor chileno (n. 1929).
- 5 de febrero: Tim Holt, actor estadounidense (n. 1919).
- 15 de febrero: Wally Cox, actor estadounidense (n. 1924).
- 16 de febrero: Francisco Caamaño, político dominicano (n. 1932).
- 18 de febrero: Frank Costello, mafioso estadounidense (n. 1891).
- 19 de febrero: Ivan T. Sanderson, naturalista y escritor británico (n. 1911).
- 19 de febrero: Joseph Szigeti, violinista húngaro (n. 1892).
- 22 de febrero: Elizabeth Bowen, novelista irlandés (n. 1899).
- 22 de febrero: Katina Paxinou, actriz griega (n. 1900).
- 23 de febrero: Dickinson W. Richards, médico estadounidense, premio nobel de fisiología o medicina (n. 1895).
- 28 de febrero: Cecil Kellaway, actor sudafricano (n. 1893).

### Marzo
- 3 de marzo: Vera Panova, escritora rusa (n. 1905).
- 6 de marzo: Pearl S. Buck, escritora estadounidense, premio nobel de literatura en 1938 (n. 1892).
- 8 de marzo: Ron Pigpen McKernan, músico estadounidense de rock, de la banda Grateful Dead (n. 1945).
- 10 de marzo: Bull Connor, asesino estadounidense, miembro del Ku Klux Klan, y comisionado de Seguridad Pública de la ciudad de Birmingham (Alabama) durante el movimiento de derechos civiles (n. 1897).
- 10 de marzo: Robert Siodmak, cineasta alemán (n. 1900).
- 11 de marzo: Manuel Rojas, escritor chileno, premio Nacional de Literatura en 1957 (n. 1896).
- 12 de marzo: Frankie Frisch, beisbolista estadounidense (n. 1898).
- 13 de marzo: Melville Cooper, actor británico (n. 1896).
- 14 de marzo: Howard H. Aiken, ingeniero estadounidense (n. 1900).
- 14 de marzo: Rafael Godoy, compositor colombiano (n. 1907).
- 16 de marzo: José Gorostiza, poeta mexicano.
- 18 de marzo: Johannes Aavik, filólogo estonio (n. 1880).
- 18 de marzo: Lauritz Melchior, cantante danés de ópera (n. 1890).
- 23 de marzo: Ken Maynard, actor estadounidense (n. 1895).
- 25 de marzo: Edward Steichen, fotógrafo estadounidense (n. 1879).
- 26 de marzo:
  - Noël Coward, actor, compositor y escritor británico (n. 1899).
  - George Sisler, beisbolista estadounidense (n. 1893).
- 30 de marzo: Yves Giraud-Cabantous, piloto francés de automovilismo (n. 1904).

### Abril
- 5 de abril: David Murray, piloto británico de automovilismo (n. 1909).
- 8 de abril: Pablo Picasso, pintor español (n. 1881).
- 12 de abril: Henry Darger, artista e historietista estadounidense desconocido (n. 1892).
- 12 de abril: Carlos Román, cantante colombiano (n. 1919)
- 13 de abril: Agustín Olachea, político y militar mexicano (n. 1890).
- 16 de abril: Nino Bravo, cantante español (n. 1944).
- 19 de abril: Hans Kelsen, filósofo del derecho, jurista y político austríaco (n. 1881).
- 21 de abril: Merian C. Cooper, aviador, cineasta y productor estadounidense (n. 1893).
- 27 de abril: Carlos Menditéguy, piloto argentino de automovlismo (n. 1915).
- 28 de abril: Jacques Maritain, filósofo católico francés (n. 1882).
- 28 de abril: Piero Drogo, piloto italiano de automovilismo (n. 1926).
- 30 de abril: Nicolás Fernández, militar mexicano (n. 1875).
- 30 de abril: Adolfo S. Scilingo, diplomático argentino (n. 1899).

### Mayo
- 1 de mayo: Asger Jorn, pintor danés (n. 1914).
- 2 de mayo: Alan Carney, actor y comediante estadounidense (n. 1909).
- 6 de mayo: Ernest MacMillan (79), director de orquesta, compositor, arreglista, organista, pianista, conferencista, profesor de música, humorista y escritor canadiense (n. 1893); fue el músico más destacado de Canadá desde los años 1920 hasta los 1950, y el único «caballero» músico de Canadá.[5]
- 10 de mayo: Jack E. Leonard, comediante estadounidense (n. 1910).
- 11 de mayo: Lex Barker, actor estadounidense (n. 1919).
- 11 de mayo: Juan Eduardo Cirlot, poeta y crítico de arte español (n. 1916).
- 12 de mayo: Monika Ertl, guerrillera alemana, conocida como «la vengadora del Che Guevara».
- 12 de mayo: Frances Marion, guionista estadounidense (n. 1888).
- 14 de mayo: Jean Gebser, escritor, lingüista y poeta alemán (n. 1905).
- 18 de mayo: Jeannette Rankin, mujer estadounidense, la primera a la que se le permitió ser congresista (n. 1880).
- 18 de mayo: Abraham Shlonsky, poeta y editor ucraniano-israelí (n. 1900).

### Junio
- 1 de junio: Mary Kornman, actriz estadounidense (n. 1915).
- 3 de junio: Dory Funk, luchador estadounidense (n. 1919).
- 5 de junio: Max Terhune, actor estadounidense (n. 1891).
- 9 de junio: Erich von Manstein, militar alemán (n. 1887).
- 10 de junio: William Inge, dramaturgo estadounidense (n. 1913).
- 12 de junio: Mel Rodríguez, actor estadounidense.
- 18 de junio: Roger Delgado, actor británico (n. 1918).
- 29 de junio: Germán Valdés, actor, cantante y comediante mexicano (n. 1915).
- 30 de junio: Nancy Mitford, novelista británico (n. 1904).

### Julio
- 2 de julio: Betty Grable, actriz estadounidense (n. 1916).
- 2 de julio: Ferdinand Schörner, militar alemán (n. 1892).
- 3 de julio: Karel Ančerl, director de orquesta y violinista judío checo (n. 1908).
- 5 de julio: Golwalkar, líder fanático hinduista indio (n. 1906).
- 6 de julio: Otto Klemperer, director de orquesta y compositor alemán (n. 1885).
- 7 de julio: Max Horkheimer, filósofo y sociólogo alemán (n. 1895).
- 7 de julio: Veronica Lake, actriz estadounidense (n. 1922).
- 10 de julio: Karl Loewenstein, filósofo alemán (n. 1891).
- 11 de julio: José Joe Baxter (33), guerrillero argentino (n. 1940).
- 11 de julio: Robert Ryan, actor estadounidense (n. 1909).
- 11 de julio: Adrián Viudes y Guirao, político y empresario español.
- 11 de julio: Alexander Mosolov, compositor ruso (n. 1900).
- 12 de julio: Lon Chaney, Jr., actor estadounidense (n. 1906).
- 13 de julio: Willy Fritsch, actor alemán (n. 1901).
- 18 de julio: Jack Hawkins, actor británico (n. 1910).
- 20 de julio: Bruce Lee, artista marcial y actor estadounidense (n. 1940).
- 20 de julio: Robert Smithson, artista estadounidense (n. 1938).
- 22 de julio: Alexander Mosolov, compositor ruso (n. 1900).
- 23 de julio: Eddie Rickenbacker, estadounidense World War I flying ace y race car driver (n. 1890).
- 29 de julio: Henri Charrière, escritor francés (n. 1906).
- 29 de julio: Roger Williamson, piloto de automovilismo británico (n. 1948).

### Agosto
- 1 de agosto: Gian Francesco Malipiero, compositor italiano (n. 1882).
- 1 de agosto: Walter Ulbricht, líder comunista alemán (n. 1893).
- 2 de agosto: Jean-Pierre Melville, cineasta francés (n. 1917).
- 4 de agosto: Eddie Condon, músico estadounidense de jazz (n. 1905).
- 6 de agosto: Fulgencio Batista, dictador cubano (n. 1901).
- 9 de agosto: Charles Daniels, nadador olímpico estadounidense (n. 1885).
- 10 de agosto: Douglas Kennedy, actor estadounidense (n. 1915).
- 11 de agosto: Karl Ziegler, químico alemán, premio nobel de química (n. 1898).
- 12 de agosto: Walter Rudolf Hess, fisiólogo suizo, premio nobel de medicina (n. 1881).
- 16 de agosto: Veda Ann Borg, actriz estadounidense (n. 1915).
- 16 de agosto: Selman Waksman, bioquímico ucraniano, premio nobel de química (n. 1888).
- 17 de agosto: Conrad Aiken, escritor estadounidense (n. 1889).
- 27 de agosto: Tol Avery, actor estadounidense (n. 1915).
- 30 de agosto: Michael Dunn, actor estadounidense (n. 1934).
- 31 de agosto: John Ford, cineasta estadounidense (n. 1894).

### Septiembre
- 2 de septiembre: J. R. R. Tolkien, filólogo y escritor británico (n. 1892).
- 11 de septiembre: Salvador Allende, médico, político y presidente chileno entre 1970 y 1973 (n. 1908).
- 13 de septiembre: Betty Field, actriz estadounidense (n. 1913).
- 15 de septiembre: Gustavo VI Adolfo, rey sueco (n. 1882).
- 16 de septiembre: Víctor Jara, cantautor chileno (n. 1932), torturado y asesinado por la dictadura de Pinochet.[6]
- 17 de septiembre: Eugenio Garza Sada, empresario y filántropo mexicano (n. 1892).
- 18 de septiembre: Gustavo VI Adolfo, rey de Suecia entre 1950 y 1973 (n. 1892).
- 19 de septiembre: Gram Parsons, músico estadounidense (n. 1946).
- 19 de septiembre: Luis Marcelo Zelarayán, médico argentino (n. 1914).
- 20 de septiembre: Jim Croce, cantante y compositor estadounidense (n. 1943).
- 20 de septiembre: Glenn Strange, actor estadounidense (n. 1899).
- 23 de septiembre: Pablo Neruda, poeta chileno, premio Nobel de Literatura en 1971 (n. 1904), inyectado con toxina botulínica en un hospital por la dictadura de Pinochet.[7]
- 24 de septiembre: Josué de Castro, escritor, nutriólogo, geógrafo y activista brasileño (n. 1908).
- 26 de septiembre: Anna Magnani, actriz italiana (n. 1908).
- 29 de septiembre: Wystan Hugh Auden, poeta y ensayista británico (n. 1907).

### Octubre
- 2 de octubre: Paavo Nurmi, corredor finlandés (n. 1897).
- 6 de octubre: Sidney Blackmer, actor estadounidense (n. 1895).
- 6 de octubre: François Cevert, piloto francés de Fórmula 1 (n. 1944).
- 8 de octubre: Gabriel Marcel, pensador católico francés (n. 1889).
- 10 de octubre: Ludwig von Mises, economista y filósofo austrohúngaro (n. 1881).
- 11 de octubre: Mauro Núñez Cáceres, músico y charanguista boliviano (n. 1902).
- 16 de octubre: Gene Krupa, baterista estadounidense de jazz (n. 1909).
- 17 de octubre: Ingeborg Bachmann, escritor austriaco (n. 1926).
- 17 de octubre: Jean Barraqué, compositor francés (n. 1928).
- 18 de octubre: Walt Kelly, dibujante estadounidense (n. 1913).
- 18 de octubre: Crane Wilbur, actor estadounidense (n. 1886).
- 19 de octubre: Margaret Caroline Anderson, editora estadounidense de revistas (n. 1886).
- 22 de octubre: Pau Casals, violonchelista español (n. 1876).
- 25 de octubre: Abebe Bikila, corredor etíope (n. 1932).
- 27 de octubre: Allan "Rocky" Lane, actor estadounidense (n. 1909).
- 31 de octubre:
  - Lucha Reyes, cantante peruana (n. 1936).
  - Lisa Ann French, niña estadounidense víctima de abuso (n. 1964).

### Noviembre

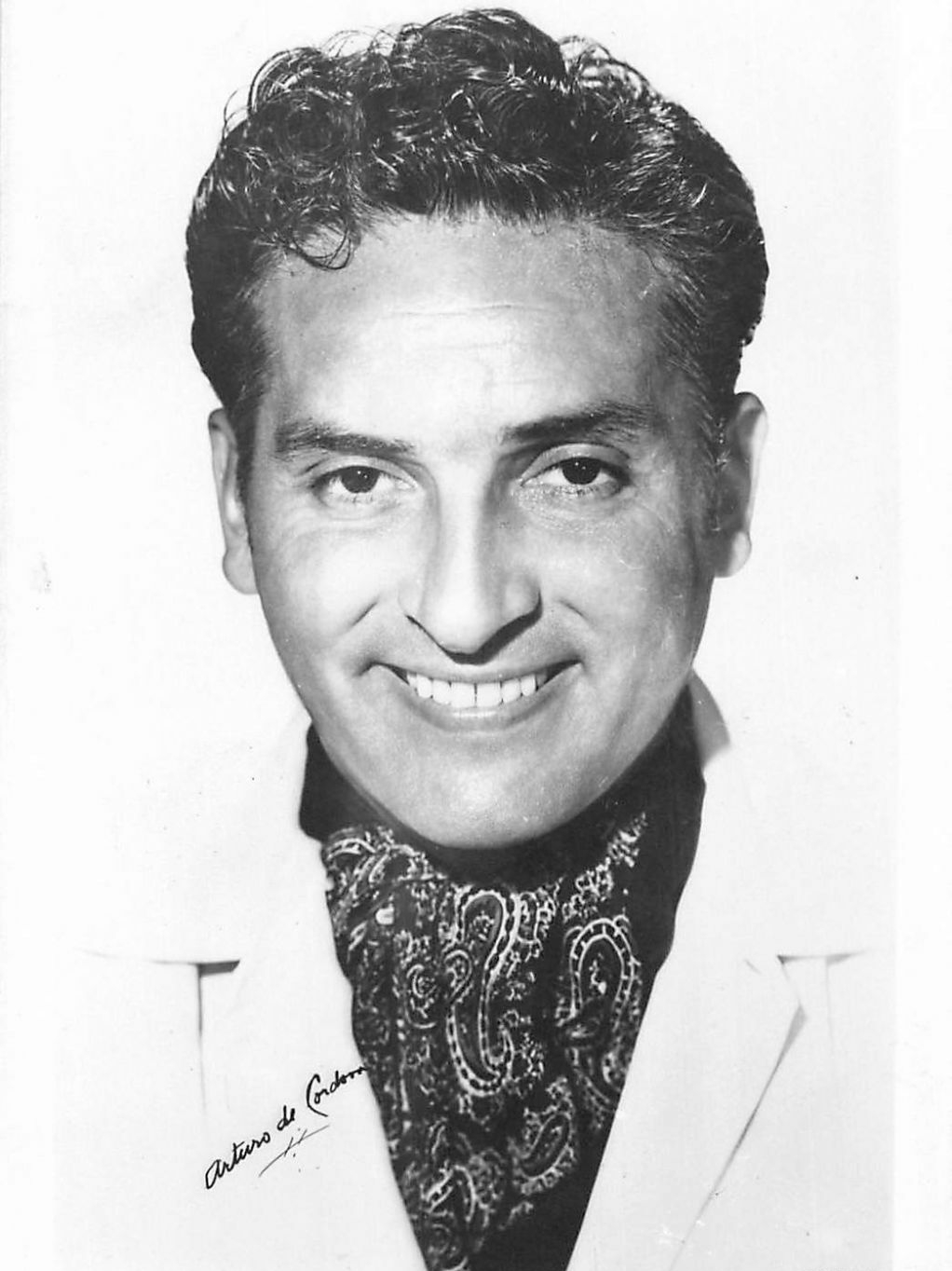
Arturo de Córdova

- 3 de noviembre: Arturo de Córdova, actor mexicano (n. 1907).
- 11 de noviembre: Artturi Ilmari Virtanen, químico finlandés, premio nobel de química (n. 1895).
- 13 de noviembre: Lila Lee, actriz estadounidense (n. 1901).
- 15 de noviembre: Eduardo Dibós Chappuis, político y deportista peruano (n. 1927).
- 18 de noviembre: Alois Hába, compositor checo (n. 1893).
- 20 de noviembre: Allan Sherman, escritor, comediante, productor de televisión y parodista estadounidense (n. 1924).
- 23 de noviembre: Sessue Hayakawa, actor japonés (n. 1889).
- 23 de noviembre: José Alfredo Jiménez, cantautor mexicano (n. 1926).
- 23 de noviembre: Gerardo Masana, músico argentino, fundador de Les Luthiers (n. 1937).
- 23 de noviembre: Constance Talmadge, actriz estadounidense (n. 1898).
- 25 de noviembre: Laurence Harvey, actor anglo-sudafricano de origen lituano (n. 1928).
- 27 de noviembre: Frank Christian, músico estadounidense (n. 1887).
- 28 de noviembre: John Rostill, bajista y compositor británico, de la banda The Shadows (n. 1942).

### Diciembre
- 1 de diciembre: David Ben-Gurion, político israelí, primer ministro de su país (n. 1886).
- 3 de diciembre: Adolfo Ruiz Cortines, político y expresidente mexicano (n. 1889).
- 5 de diciembre: Robert Watson-Watt, ingeniero británico, pionero del radar (n. 1892).
- 16 de diciembre: Eduardo Arozamena Pasarón, actor, intérprete y cantante mexicano (n. 1930).
- 17 de diciembre: María Douglas, actriz teatral mexicana (n. 1922).
- 20 de diciembre: Luis Carrero Blanco, militar, político y presidente español en 1973 (n. 1904).
- 20 de diciembre: Bobby Darin, cantante, compositor, músico, actor, presentador de televisión y bailarín estadounidense (n. 1936).
- 22 de diciembre: Julio Gómez García (87), compositor español de música clásica (n. 1886).
- 23 de diciembre: Gerard Kuiper, astrónomo neerlandés (n. 1905).
- 25 de diciembre: Gabriel Voisin, pionero francés de la aviación (n. 1880).
- 25 de diciembre: İsmet İnönü, general, primer ministro y presidente turco (n. 1884).
- 26 de diciembre: William Haines, actor estadounidense (n. 1900).
- 26 de diciembre: Harold B. Lee, religioso mormón estadounidense (n. 1899).
- 30 de diciembre: D. E. Stevenson, novelista británico-escocesa (n. 1892).

## Arte y literatura

### Publicaciones
- Ana María Matute: El río.
- Camilo José Cela: Oficio de tinieblas 5.
- Michael Ende: Momo.

### Premio Pulitzer
- Novela: Eudora Welty por The optimist’s daughter.
- Poesía: Maxine Winokur Kumin por Up country.

### Premio Nadal
- José Antonio García Blázquez por El rito.

### Premio Planeta
- Ganador: Azaña de Carlos Rojas.
- Finalista: Adagio confidencial de Mercedes Salisachs.

## Ciencia y tecnología
- 5 de septiembre: la Unión Soviética lanza la sonda Mars 6 a Marte.
- 3 de noviembre: Estados Unidos lanza la sonda espacial Mariner 10.

### Física
- La colaboración Gargamelle descubre las corrientes neutras del modelo electrodébil.

### Informática
- Se desarrolla el lenguaje de programación PROLOG.

## Deporte

### Atletismo
- Campeonato Europeo de Atletismo en Pista Cubierta: celebrado en Róterdam (Países Bajos).

### Automovilismo
- Fórmula 1:
  - Campeonato de pilotos:
- #  Jackie Stewart.
- #  Emerson Fittipaldi.
- #  Ronnie Peterson.
  - Campeonato de constructores:
- #  Tyrrell-Ford.
- #  Lotus-Ford.
- #  McLaren-Ford.
- Campeonato Mundial de Rally:
  - Campeonato de Constructores:
- #  Alpine-Renault.
- #  Fiat.
- #  Ford.

### Baloncesto
- Eurobasket:

  Yugoslavia.
  España.
  Unión Soviética.
- Copa de Europa:  Ignis Varese.
- NBA:
  - Playoffs:  Los Angeles Lakers.
  - MVP de la Temporada:  Dave Cowens (Boston Celtics).
  - Rookie del Año:  Bob McAdoo (Buffalo Braves).
  - Entrenador del Año:  Tom Heinsohn (Boston Celtics).
- Copa Korac:  Forst Cantú.
- Liga Nacional:  Real Madrid.
- Copa del Generalísimo:  Real Madrid.

### Balonmano
- Copa de Europa de Balonmano:  MAI Moscú.
- División de Honor:  FC Barcelona.

### Béisbol
- Juego de la Estrellas: Liga Nacional.

### Ciclismo
- Tour de Francia:

1. Luis Ocaña.
2. Bernard Thévenet.
3. José Manuel Fuente.

- Vuelta ciclista a España:

1. Eddy Merckx.
2. Luis Ocaña.
3. Bernard Thévenet.

- Giro de Italia:

1. Eddy Merckx.
2. Felice Gimondi.
3. Giovanni Battaglin.

- Campeonato mundial de ciclismo en ruta:

  Felice Gimondi.
  Freddy Maertens.
  Luis Ocaña.
- Milán-Turín:  Marcello Bergamo.
- Burdeos-París:  Enzo Mattioda.
- Lieja-Bastogne-Lieja:  Eddy Merckx.
- París-Roubaix:  Eddy Merckx.
- París-Tours:  Rik Van Linden.
- Giro de Lombardía:  Felice Gimondi.
- Milán-San Remo:  Roger De Vlaeminck.
- Volta a Cataluña:  Domingo Perurena.
- Tour de Flandes:  Eric Leman.
- Campeonato de Zúrich:  André Dierickx.
- Vuelta al País Vasco:  Luis Ocaña.
- Vuelta a Asturias:  Jesús Manzaneque.
- Gran Premio de Plouay:  Jean-Claude Largeau.
- Critérium Nacional:  Jean-Pierre Danguillaume.
- Gran Premio de las Naciones:  Eddy Merckx.
- París-Niza:  Raymond Poulidor.
- Gante-Wevelgem:  Eddy Merckx.
- Flecha Valona:  André Dierickx.
- Vuelta a Aragón:  Jesús Manzaneque.
- Omloop Het Volk:  Eddy Merckx.
- Clásica de Amorebieta:  Miguel María Lasa.
- Dauphiné Libéré:  Luis Ocaña.
- Tour de Romandía:  Wilfried David.
- Midi Libre:  Raymond Poulidor.
- Gran Premio Navarra:  Domingo Perurena.
- Cuatro días de Dunkerque:  Freddy Maertens.
- Vuelta a La Rioja:  Jesús Manzaneque.
- Semana Catalana:  Luis Ocaña.
- Subida a Montjuic:  Jesús Manzaneque.
- Amstel Gold Race:  Eddy Merckx.
- Tirreno-Adriático:  Roger De Vlaeminck.
- Subida a Arrate:  Luis Ocaña.

### Fútbol

#### Campeonatos por selecciones
- Copa Concacaf:  Haití.
- Copa de las Naciones de la OFC:  Nueva Zelanda.

#### Campeonatos internacionales
- Copa Intercontinental:  Independiente.
- Copa de Campeones de la Concacaf:  SV Transvaal.
- Copa Libertadores de América:  Independiente.
- Copa de Europa:  Ajax Ámsterdam.
- Recopa de Europa:  AC Milan.
- Copa de la UEFA:  Liverpool.
- Supercopa de Europa:  Ajax Ámsterdam.

#### Campeonatos nacionales
- Argentina:
  - Torneos Metropolitano: Huracán.
  - Torneos Nacional:  Rosario Central.
  - Primera B:  Banfield.
- Alemania:
  - Bundesliga (Alemania):  Bayern Múnich.
- Brasil:
  - Serie A:  Palmeiras.
- Chile:
  - Primera División de Chile: Unión Española.
- Colombia:
  - Fútbol Profesional Colombiano:  Atlético Nacional.
- Costa Rica:
  - Primera División: Deportivo Saprissa.
- España:
  - Primera División:  Atlético de Madrid.
  - Segunda División:  Real Murcia Club de Fútbol.
  - Copa del Generalísimo:  Athletic.
- Francia:
  - Ligue 1:  Nantes.
- Inglaterra:
  - First Division: Liverpool.
- Italia:
  - Serie A:  Juventus.
- México:
  - Primera División:  Cruz Azul.
- Países Bajos':
  - Eredivisie:  Ajax Ámsterdam.
- Paraguay:
  - Primera División:  Cerro Porteño.
- Perú:
  - Liga Peruana de Fútbol: Atlético Defensor Lima.
- Uruguay:
  - Primera División:  Peñarol.
- Venezuela:
  - Primera División:  Portuguesa FC.

#### Trofeos
- Bota de Oro:  Portugal Eusébio (SL Benfica).
- Balón de Oro africano:  Tshimimu Bwanga.

#### Clubes
- 3 de enero: Se funda en Nicoya la Asociación Deportiva Guanacasteca el cual milita en la Segunda División de Costa Rica

### Fútbol americano
- Super Bowl:  Miami Dolphins.

### Golf
- US Open:  Johnny Miller.
- Masters de Augusta:  Tommy Aaron.
- British Open:  Tom Weiskopf.
- Campeonato de la PGA:  Jack Nicklaus.

### Motociclismo
- 500cc:  Phil Read.
- 350cc:  Giacomo Agostini.
- 250cc:  Dieter Braun.
- 125cc:  Kent Andersson.
- 50cc:  Jan de Vries.

### Tenis
- Abierto de Australia:  John Newcombe y  Margaret Smith.
- Roland Garros:  Ilie Nastase y  Margaret Smith.
- Wimbledon:  Jan Kodeš y  Billie Jean King.
- Abierto de los Estados Unidos:  John Newcombe y  Margaret Smith.
- WTA Tour Championships:  Chris Evert.
- Tennis Masters Cup:  Ilie Nastase.
- Copa Davis:  Australia.
- Copa Federación:  Australia.

### Otros deportes
- Hockey sobre patines:
  - Copa de Europa:  FC Barcelona.
- Natación:
  - Campeonato Mundial de Natación: primera edición, celebrada del 31 de agosto al 9 de septiembre en Belgrado (Yugoslavia).

## Cine

### Estrenos
- 14 de febrero: Save the Tiger de John G. Avildsen.
- 19 de febrero: Un dólar de recompensa de Rafael Romero Marchent.
- 22 de febrero: Delicias Turcas de Paul Verhoeven.
- 27 de marzo: Sisters de Brian De Palma.
- 11 de abril:
  - Espantapájaros de Jerry Schatzberg.
  - Scener ur ett äktenskap de Ingmar Bergman.
- 19 de abril: Cuando el destino nos alcance de Richard Fleischer.
- 30 de abril: Lemora: un cuento sobrenatural de Richard Blackburn.
- 9 de mayo: Luna de papel de Peter Bogdanovich.
- 16 de mayo: The Day of the Jackal de Fred Zinnemann.
- 23 de mayo:
  - El emperador del norte de Robert Aldrich.
  - Pat Garrett y Billy The Kid de Sam Peckinpah.
- 24 de mayo: La noche americana de François Truffaut.
- 27 de junio:
  - La rebelión de las muertas de León Klimovsky.
  - Vive y deja morir de Guy Hamilton.
- 25 de julio: El hombre de Mackintosh de John Huston.
- 26 de julio: Operación Dragón con Bruce Lee.
- 7 de agosto: Jesus Christ Superstar de Norman Jewison.
- 10 de agosto: La mansión de la locura de Juan López Moctezuma.
- 11 de agosto: American Graffiti de George Lucas.
- 1 de septiembre: La gran comilona de Marco Ferreri.
- 27 de septiembre: Operación Masacre de Jorge Cedrón.
- 2 de octubre: Mean Streets de Martin Scorsese.
- 8 de octubre: El espíritu de la colmena de Víctor Erice.
- 17 de octubre: The Way We Were de Sydney Pollack.
- 7 de noviembre: Acción ejecutiva de David Miller.
- 8 de noviembre: Robin Hood de Wolfgang Reitherman.
- 29 de noviembre: La montaña sagrada de Alejandro Jodorowsky.
- 5 de diciembre: Serpico de Sidney Lumet.
- 12 de diciembre: El último deber de Hal Ashby.
- 13 de diciembre: Mi nombre es Ninguno de Tonino Valerii y Sergio Leone.
- 16 de diciembre: Papillon de Franklin Schaffner.
- 17 de diciembre: El dormilón de Woody Allen.
- 18 de diciembre: Amarcord de Federico Fellini.
- 25 de diciembre: El golpe de George Roy Hill.
- 26 de diciembre: El exorcista de William Friedkin.

Todas las fechas pertenecen a los estrenos oficiales de sus países de origen, salvo que se indique lo contrario.

### Premios Óscar
- Mejor Película: El golpe.
- Mejor Director: George Roy Hill por El golpe.
- Mejor Actor: Jack Lemmon por Salvad al tigre.
- Mejor Actriz: Glenda Jackson por Un toque de distinción.
- Mejor Actor de Reparto: John Houseman por Vida de un estudiante.
- Mejor Actriz de Reparto: Tatum O'Neal por Luna de papel.
- Mejor Guion Original: David S. Ward por El golpe.
- Mejor película de habla no inglesa:  Francia por La noche americana de François Truffaut.
- Mejor guion adaptado:  Estados Unidos por El exorcista de William Peter Blatty.

### Premios Globo de Oro
- Mejor película - Drama: El Padrino.
- Mejor película - Comedia o musical: Cabaret.
- Mejor director: Francis Ford Coppola por El Padrino.
- Mejor actor - Drama: Marlon Brando por El Padrino.
- Mejor actor - Comedia o musical: Jack Lemmon por ¿Qué ocurrió entre mi padre y tu madre?.
- Mejor actriz - Drama: Liv Ullmann por Los emigrantes.
- Mejor actriz - Comedia o musical: Liza Minnelli por Cabaret.
- Mejor guion: Francis Ford Coppola y Mario Puzo por El Padrino.
- Mejor serie - Drama: Columbo.
- Mejor serie - Comedia o musical: All in the Family.

## Música

### Noticias
- Se forma el grupo AC/DC.
- Se forma el grupo Kiss.
- Se separa el grupo The Doors.
- Se forma el grupo Opus.
- Se forma el grupo Los Chichos.
- El cantante español de balada romántica, Nino Bravo muere en un fatídico accidente automovilístico camino a Valencia a los 29, años atrás había representado al V Festival de la Canción en Madrid en 1970, por la canción Elizabeth. Su último álbum y póstumo ...y volumen 5 sería editado a los 2 meses de su deceso y reeditado a mediados de los 80 bajo el nombre América, América.
- Después de un año lejos del espectáculo, el cantante, actor y empresario Frank Sinatra regresa con un especial de TV: "Ol' Blue Eyes Is Back". junto al actor y bailarín Gene Kelly como invitado especial. «Programa transmitido al aire el 18 de noviembre por la National Broadcasting Company (NBC)».

### Álbumes
- ABBA: Ring Ring.
- Aerosmith: Aerosmith.
- Bee Gees: Life in a Tin Can.
- Billy Joel: Piano Man.
- Black Sabbath: Sabbath Bloody Sabbath.
- Bob Dylan: Pat Garrett & Billy the Kid.
- Camilo Sesto: Algo más.
- David Bowie: Aladdin Sane.
- Deep Purple: Who Do We Think We Are.
- Ednita Nazario: Al fin... Ednita.
- Elton John: Goodbye Yellow Brick Road.
- Elvis Presley: Aloha from Hawaii Via Satellite
- Emerson, Lake & Palmer: Brain Salad Surgery.
- Focus: Live at The Rainbow.
- Frank Sinatra: "Ol' Blue Eyes Is Back". «Álbum publicado en octubre bajo el sello discográfico Reprise Records».
- Genesis: Selling England by the Pound y Genesis Live.
- George Harrison: Living in the Material World.
- Grand Funk Railroad: We're an American Band.
- Jethro Tull: A Passion Play.
- John Lennon: Mind Games.
- José José: Hasta que vuelvas.
- José Luis Perales: Mis canciones.
- King Crimson: Larks' Tongues in Aspic.
- Kraftwerk: Ralf und Florian.
- Led Zeppelin: Houses of the Holy.
- Luis Abanto Morales: Cholo soy... y no me compadezcas.
- Lynyrd Skynyrd: Sweet Home Alabama.
- Michael Jackson: Music and Me.
- Mike Oldfield: Tubular Bells.
- Mocedades: Eres tú.
- Paul McCartney y Wings: Red Rose Speedway, Band on the Run.
- Pescado Rabioso: Artaud.
- Pink Floyd: The Dark Side of the Moon.
- Queen: Queen.
- Rick Wakeman: The Six Wives of Henry VIII.
- Ringo Starr: Ringo.
- Silvana Di Lorenzo: Suave y tierna.
- The Beach Boys: Holland.
- The Rolling Stones: Goats Head Soup.
- The Wailers: Burnin'.
- The Who: Quadrophenia.
- Tumulto: Tumulto.
- Uriah Heep: Live, Sweet Freedom.
- Yes: Yessongs, Tales from Topographic Oceans.
- ZZ Top: Tres Hombres.

### Festivales
- El 7 de abril se celebra la XVIII edición del Festival de la Canción de Eurovisión en Ciudad de Luxemburgo,  Luxemburgo.
  - Ganador/a: La cantante Anne-Marie David con la canción «Tu te reconnaîtras» representando a Luxemburgo .

## Premios Nobel
- Física:  Leo Esaki,  Ivar Giaever,  Brian David Josephson.
- Química:  Ernst Otto Fischer,  Geoffrey Wilkinson.
- Medicina:  Karl von Frisch,  Konrad Lorenz,  Nikolaas Tinbergen.
- Literatura:  Patrick White.
- Paz:  Henry Kissinger,  Le Duc Tho.
- Economía:  Wassily Leontief.

## Premio Carlomagno
- Salvador de Madariaga.[8]